# Asentamiento israelí

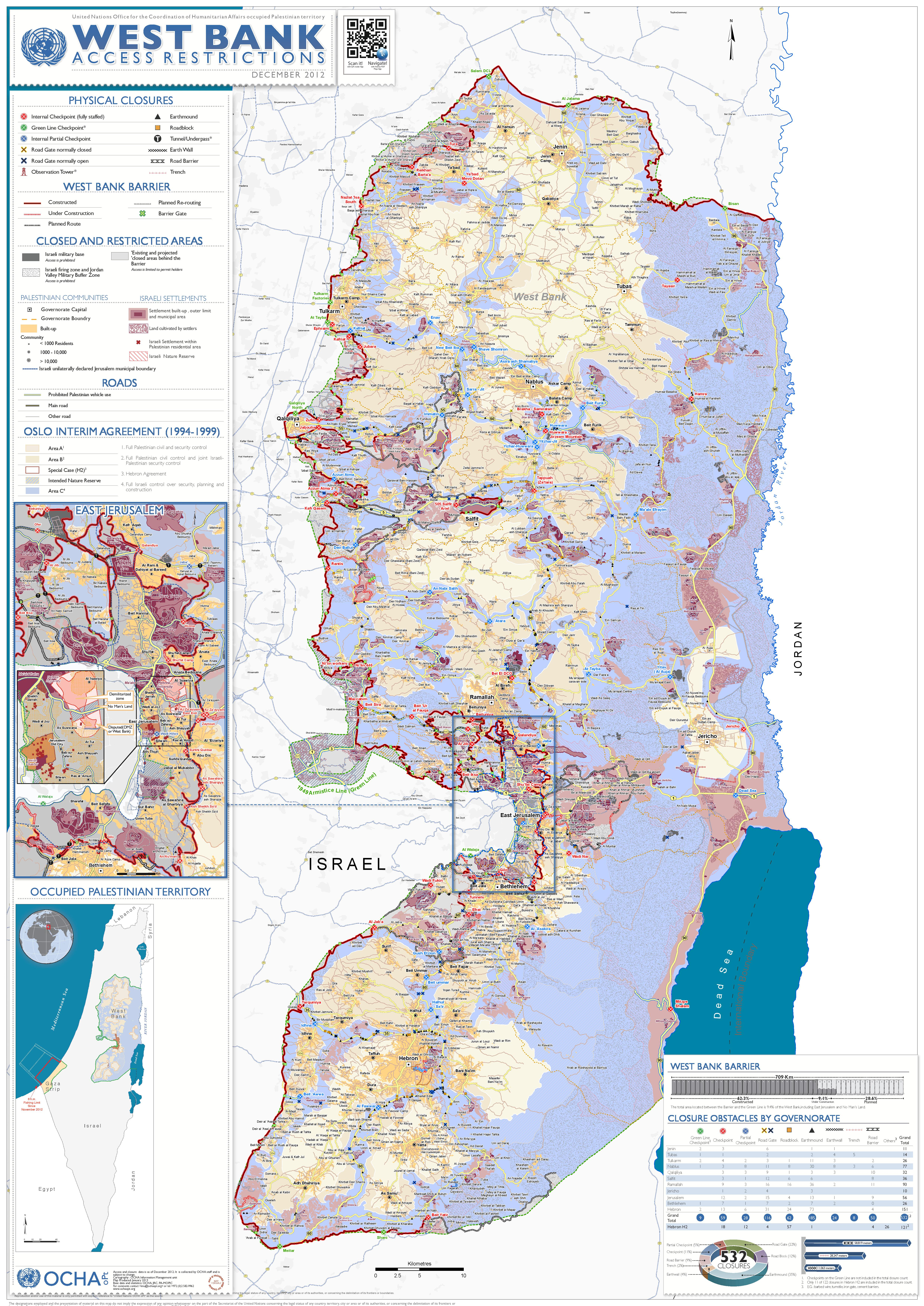
Mapa de Cisjordania (diciembre de 2012) con los asentamientos israelíes en magenta oscuro, sus términos municipales en magenta claro, y en magenta punteado las áreas cultivadas por israelíes. En amarillo oscuro las zonas urbanas palestinas, en amarillo claro el Área A (control exclusivo palestino) y el Área B (control civil palestino y militar israelí). En malva, el Área C (control exclusivo israelí). Las líneas amarillas indican las carreteras de acceso prohibido a los palestinos: unen entre sí los asentamientos israelíes, y estos a Israel.

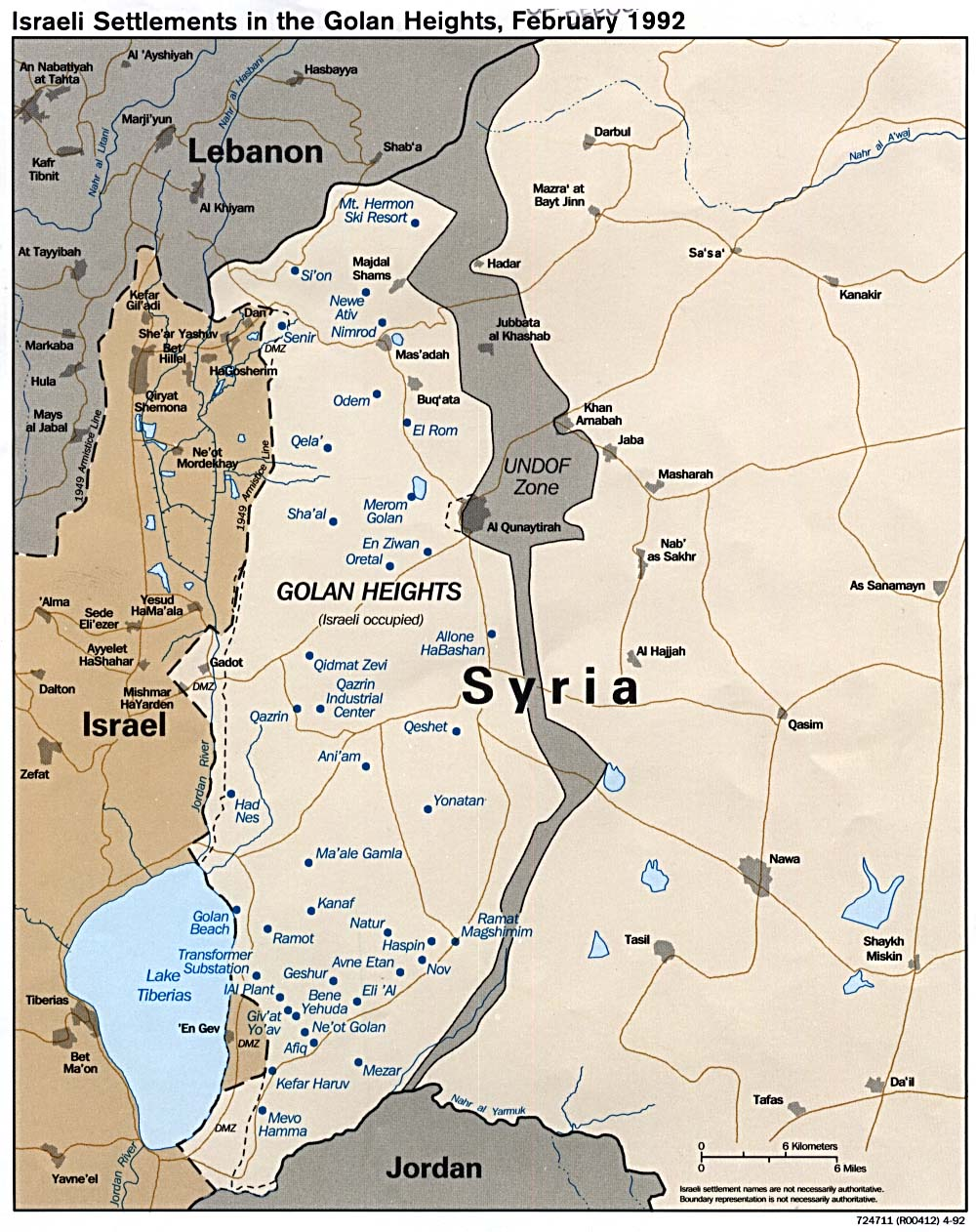
Asentamientos israelíes en los Altos del Golán (febrero de 1992).

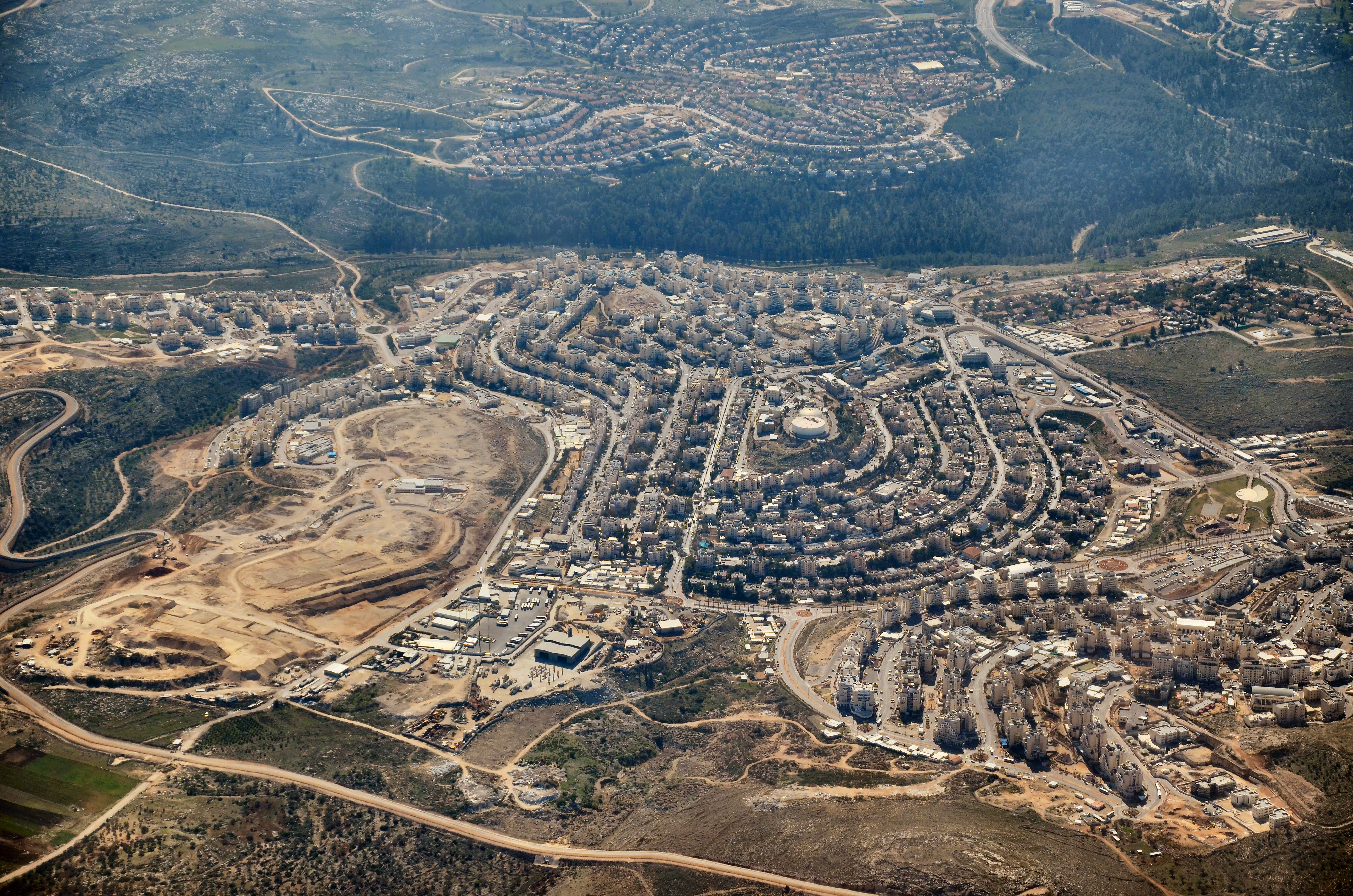
Asentamiento israelí de Modi'in Illit.

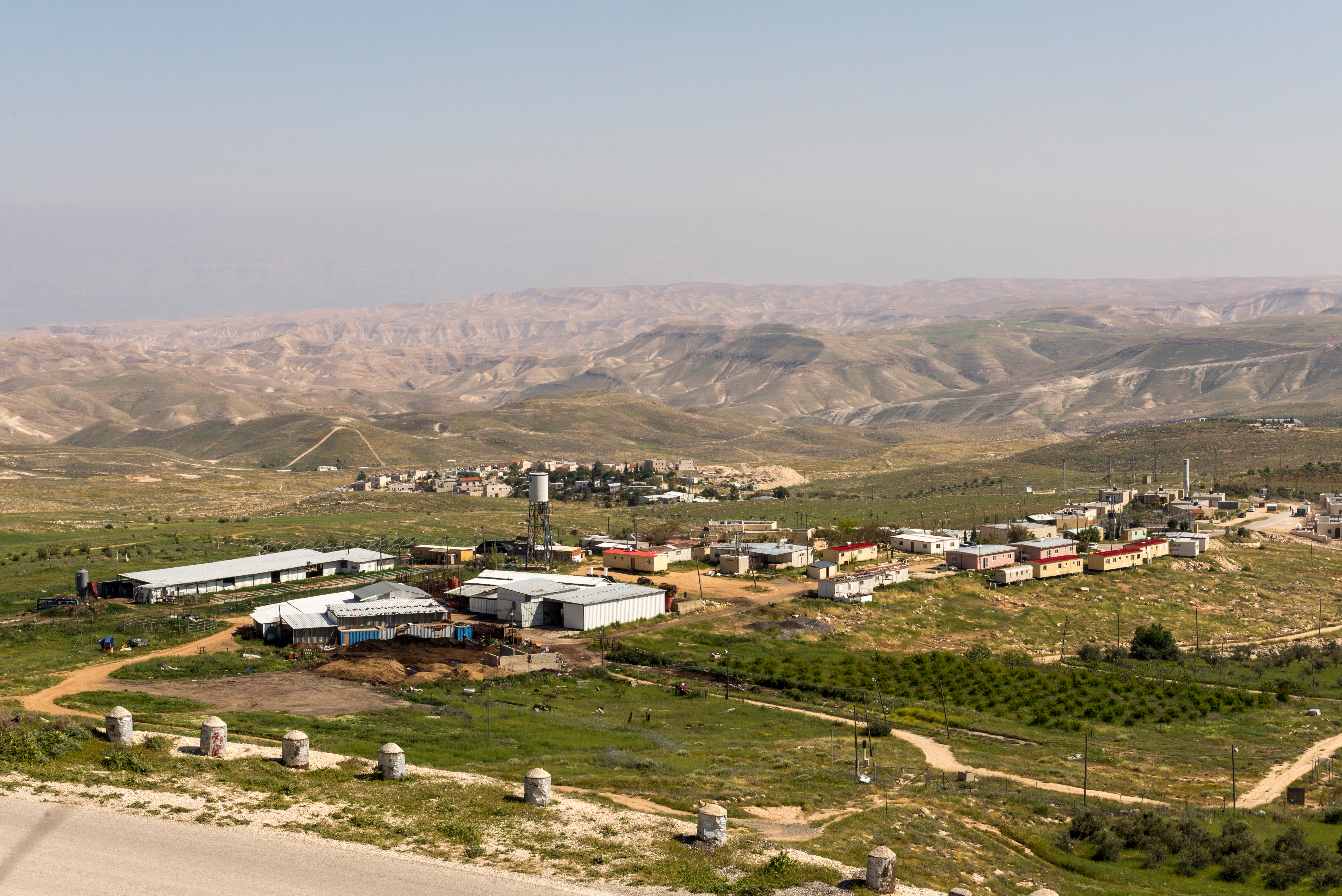
Za'atara

Los asentamientos israelíes, también llamados colonias, son comunidades civiles ilegalmente construidas por Israel o ciudadanos israelíes a partir de 1967 en territorios conquistados durante la Guerra de los Seis Días. Se levantaron colonias en tierras concedidas al Estado árabe en la resolución 181 de las Naciones Unidas, posteriormente ocupadas por Egipto y Jordania como consecuencia de la guerra árabe-israelí de 1948, así como en tierras pertenecientes a Siria y Egipto. Israel se retiró de algunos de estos territorios en 1981 (la península del Sinaí) y en 2005 (la Franja de Gaza), pero las colonias han incrementado su número y su población. Según denuncian varias agencias de la ONU y una serie de ONG, la construcción de los asentamientos israelíes se ha realizado en numerosas ocasiones a costa del desplazamiento de palestinos y de demoliciones y expropiaciones sin indemnización de las tierras de estos
Actualmente, los asentamientos se encuentran ubicados en tres áreas:
- Cisjordania, territorio parcialmente bajo control de la Autoridad Nacional Palestina y parcialmente bajo administración militar israelí. No obstante, hay que tener en cuenta que el 60 % de Cisjordania es zona C, es decir, está bajo control israelí total, y que, a finales de 2010, todavía había 99 puestos de control israelíes y 505 obstrucciones de varios tipos, que dificultan la libre circulación de los palestinos.[7]
- Jerusalén Este, formalmente anexionada en 1980 a la capital israelí mediante la llamada Ley de Jerusalén y gobernada desde entonces según la legislación civil israelí. La comunidad internacional y las Naciones Unidas consideran Jerusalén Este como ocupada militarmente por Israel y no reconocen la anexión.[8][9]
- Los Altos del Golán, pertenecientes a Siria antes de la guerra de 1967, e integrados en el sistema administrativo israelí en 1981 (Distrito Norte), aunque formalmente no anexionados y pendientes de un futuro tratado de paz con Siria.[10]

Junto a los actuales asentamientos, también existieron otros 18 en la península del Sinaí (desmantelados en 1981, tras los acuerdos de Camp David con Egipto), 21 en la Franja de Gaza y 4 en el norte de Cisjordania (desmantelados en 2005 tras el Plan de retirada unilateral israelí).
En mayo de 2023, según datos del gobierno israelí, 506.000 colonos vivían en los 127 asentamientos y 135 "outposts" (asentamientos ilegales también según el derecho israelí, pero que reciben un importante apoyo institucional) existentes en Cisjordania, a los que hay que sumar los 201 200 colonos de Jerusalén Este a mediados de 2014. La población de colonos israelíes en los Altos del Golán estaba en torno a los 25.000 a finales de 2021. Los cuatro mayores asentamientos (Modi'in Illit, Ma'ale Adumim, Beitar Illit y Ariel) poseen el estatus de ciudad y tienen entre 19.000 y 87.000 habitantes. Se calcula que unos 60.000 ciudadanos estadounidenses viven en asentamientos israelíes. Según la Oficina Central de Estadísticas de Palestina, el número total de colonos israelíes en tierras palestinas se sitúa en 751.000, incluyendo a los que viven en asentamientos de Jerusalén Este.
La posición de Israel respecto a los asentamientos ha variado a lo largo del tiempo, desde su promoción activa pasando por la supresión de algunos y la evacuación de sus habitantes, hasta el incremento y ampliación de los asentamientos de Cisjordania. En las últimas décadas, la construcción de asentamientos ha ido acelerándose constantemente. Según datos publicados a primeros de marzo de 2014 por la Oficina Central de Estadísticas israelí, en 2013 aumentó en un 123,7 % el número de «residencias que comenzaron» a construirse en Cisjordania, con respecto a 2012. La construcción de asentamientos se multiplicó en un 250 % durante la presidencia de Donald Trump en los Estados Unidos (2016-2020) con respecto a la última legislatura de Barack Obama. Según la ONG israelí Paz Ahora, en 2020 se había batido el récord de licencias de construcción autorizadas en los asentamientos israelíes con 12.000 nuevas viviendas.En 2023 se volvió a batir el récord de construcción tanto de asentamientos como de outposts, y en los primeros siete meses del año ya se habían concedido 12.855 autorizaciones para nuevas viviendas, superando las de la totalidad del año anterior, y se habían legalizado 22 asentamientos ilegales.
A ojos de la comunidad internacional, los asentamientos israelíes suponen uno de los principales escollos del conflicto árabe-israelí. Numerosos tratados internacionales y resoluciones de Naciones Unidas prohíben la construcción de dichos asentamientos. Por ejemplo, la resolución 446 del Consejo de Seguridad de las Naciones Unidas afirma «que el Convenio de Ginebra relativo a la protección de personas civiles en tiempos de guerra, de 12 de agosto de 1949, es aplicable a los territorios árabes ocupados por Israel desde 1967, incluso Jerusalén». El artículo 49 del Cuarto Convenio de Ginebra, del que Israel es firmante, especifica que «la Potencia ocupante no podrá efectuar la evacuación o el traslado de una parte de la propia población civil al territorio por ella ocupado». En marzo de 2021, la Corte Penal Internacional anunció el inicio de una investigación sobre posibles crímenes de guerra cometidos en Palestina, entre los que se incluyen los asentamientos israelíes en el territorio palestino ocupado. El 19 de julio de 2024, este tribunal dictaminó que los asentamientos israelíes «violan el derecho internacional», pues «equivalen a una anexión permanente que impide la autodeterminación de los palestinos», por lo que dictaminó que Israel debe «detener los asentamientos y evacuar a los colonos».

## Demografía
Según estimaciones publicadas en el CIA World Factbook, el número total de colonos israelíes es de aproximadamente 556.700 personas. 391.000 en Cisjordania (2016), 18.900 en los Altos del Golán (2012) y 201.200 en Jerusalén Este (2014).

### Evolución demográfica
Cuando se firmaron los Acuerdos de Oslo en 1993, que establecían que "ningún bando tomará iniciativas o pasos que cambien el statu quo de Cisjordania o la Franja de Gaza hasta que se alcance un acuerdo en las negociaciones sobre un estatus permanente", la población de colonos israelíes en Cisjordania era de 160.000 personas.
Según datos de la Oficina Central de Estadísticas de Israel, en 2006 la población judía en los asentamientos israelíes era de 241.500 colonos en Cisjordania y 16.500 en los Altos del Golán, mientras que no había datos por separado para Jerusalén Este. Según la Fundación por la Paz en Oriente Medio, en 2010 el número total de colonos había crecido hasta los 534.224, repartidos como sigue: 314.132 en Cisjordania (328.423 en 2011), 198.629 en Jerusalén Este y 19.797 en los Altos del Golán.
Según B'Tselem, el Centro de Información Israelí para los Derechos Humanos en los Territorios Ocupados, a finales de 2011 se estimaba que había 515.000 colonos que vivían en Cisjordania: unos 190.423 en Jerusalén Este, según el Instituto Jerusalén para Estudios Israelíes, y unos 325.456 en el resto de Cisjordania, basándose en datos de la Oficina Central de Estadística de Israel. De acuerdo con este último organismo, en 2011 la tasa de crecimiento de la población de colonos (excluyendo Jerusalén Este) triplicó con creces la de la población en general de Israel: un 6 % y 1,8 %, respectivamente. Un 25 % del incremento de población en los asentamientos corresponde al traslado de israelíes desde el interior de Israel y a nuevos inmigrantes a Israel que se asentaron allí.
Según datos gubernamentales, la población de los asentamientos se calculaba en febrero de 2024 en unos 517.407 colonos (con un incremento del 3%, o unos 15.000 colonos, en 2023), lo que supone aproximadamente un 5,2 % de la población total de Israel. La última década ha supuesto un incremento poblacional de más del 40 %, que se traduce en 143.607 colonos adicionales, con una tasa de crecimiento del 3,4 %.

### Políticas demográficas, crecimiento y composición
Según B'Tselem, los diferentes gobiernos israelíes han aplicado una coherente y sistemática política destinada a favorecer la emigración de los ciudadanos judíos a Cisjordania. Una de las herramientas utilizadas para este fin es conceder beneficios financieros e incentivos a los ciudadanos, ya sea directamente o a través de las autoridades locales. Según varios informes de 2012 del Comité de las Naciones Unidas sobre los Derechos Inalienables del Pueblo Palestino, los palestinos no tienen acceso a ninguno de los incentivos fiscales y de otro tipo concedidos por el gobierno israelí a los colonos. Por otro lado, en el área C, los palestinos solo pueden construir casas y otras estructuras en el 1% del territorio, y tienen prohibición expresa de construir en el 70% de las tierras.
La población de los asentamientos israelíes en Cisjordania creció en 7.053 nuevos colonos durante la segunda mitad del año 2016, según el diario israelí Haaretz. De este crecimiento, el 43 % correspondió a dos asentamientos ultra-ortodoxosː Beitar Illit y Modi'in Illit.
En términos religiosos, el 40 % de los colonos israelíes en Cisjordania son judíos ortodoxos, el 30 % son sionistas religiosos y el restante 30 % son laicos. En un artículo publicado en septiembre de 2015 en The New York Times, citando fuentes del gobierno estadounidense, unos 60.000 de los colonos que viven en asentamientos israelíes son de procedencia estadounidense, lo que supone entre un 12 y un 15 % de la población total en los asentamientos. Esta cifra es "desproporcionadamente alta" con respecto al porcentaje de población israelí con raíces estadounidenses dentro de los límites internacionalmente reconocidos del Estado de Israel.

## Historia

### Anexión de Jerusalén
Tras su aplastante victoria en la Guerra de los Seis Días de 1967, Israel ocupó militarmente Cisjordania, la Franja de Gaza, Jerusalén Este, los Altos del Golán y la península del Sinaí. Inmediatamente después de su conquista, Israel anexionó unas 7000 hectáreas de terrenos cisjordanos al término municipal de Jerusalén en clara violación del derecho internacional. Esta anexión se realizó dejando fuera los grandes núcleos de población palestinos e incorporando zonas poco pobladas, con el objetivo de incorporar tanto territorio y tan poca población palestina como fuese posible. De las 7000 hectáreas, tan solo 600 correspondían al término municipal de la Jerusalén Este que había estado bajo ocupación jordana desde 1948; las 6.400 hectáreas restantes fueron expropiadas a unas 28 aldeas y suburbios palestinos cercanos a Jerusalén.

### Zonas militares cerradas
Entre agosto de 1967 y mayo de 1975, Israel declaró "zona militar cerrada" más de la cuarta parte de Cisjordania (unas 150.000 hectáreas correspondientes al 26,6 % del territorio). Tan solo en la segunda mitad de 1967 se dio tal calificación a 68.500 hectáreas de tierras palestinas. De esta manera, estas tierras pasaron a ser inaccesibles para la población palestina salvo mediante permiso militar israelí. El 1 de agosto de 1967, nueve grandes porciones del territorio cisjordano en el Valle del Jordán fueron declaradas "zonas militares cerradas". Poco después sucedió algo similar en dos terrenos de la zona de Latrún y en una pequeña porción de terreno que llevaba desde Israel hasta el Jordán.
En 1970 se volvió a declarar "zona militar cerrada" una franja de tierra cisjordana que llevaba desde Jericó hasta la frontera sur con Israel. A mediados de los años setenta se añadieron otras 81.500 hectáreas al conjunto de zonas militares a las que los palestinos no podían ya acceder, en este caso cerca de la Línea Verde.

### Primeros asentamientos
Durante los primeros diez años de ocupación de Palestina, las autoridades israelíes establecieron cerca de treinta pequeños asentamientos en Cisjordania con una población total de unos 4500 colonos. Para ello se basaron en la expropiación de terrenos privados palestinos para "usos militares", que posteriormente se dedicaban a la construcción de los propios asentamientos. En torno a 3100 hectáreas cisjordanas fueron expropiadas de esta manera en este periodo. Las principales zonas de asentamiento fueron el Valle del Jordán, los terrenos circundantes a Jerusalén, gran parte del Desierto de Judea y una franja de tierra en las Colinas del Sur de Hebrón. La mayoría de asentamientos se construyeron a lo largo de dos carreteras principales: la carretera Allon y la Ruta 90. El primer asentamiento israelí en territorio ocupado tras la Guerra de los Seis Días fue Kfar Etzion, creado por el gobierno del Partido Laborista israelí ya en septiembre de 1967 ante la insistencia de Hanan Porat, miembro del movimiento nacionalista y ultraortodoxo Bnei Akiva. Para evitar objeciones legales, Kfar Etzion fue calificado de asentamiento paramilitar Nahal.
En cuanto a Jerusalén Este, después de la anexión de 7000 hectáreas de terrenos cisjordanos, Israel decretó la expropiación de más de un tercio de esta superficie de manos de sus propietarios palestinos. En estas tierras construyeron ocho asentamientos para la población judía de Israel, a los que denominaron "barrios de Jerusalén". El primero de estos asentamientos fue Ramat Eshkol, construido sobre 334,5 hectáreas de tierras de propiedad privada palestina, nombrado en honor al primer ministro israelí Levi Eshkol y concebido para establecer un nexo terrestre entre Jerusalén Oeste y el Monte Scopus. Poco después se confiscó una porción de tierra algo inferior para la construcción de Neve Yaakov, algo más al norte. Los habitantes palestinos del Barrio Judío de la Ciudad Vieja de Jerusalén fueron rápidamente expulsados de sus hogares y, en abril de 1968, las autoridades israelíes confiscaron 11,6 hectáreas de la Ciudad Vieja de Jerusalén (un 20% del total) para "usos públicos". Tanto el ministro de Justicia como el asesor legal del Ministro de Asuntos Exteriores israelíes avisaron en 1967 que la implantación de asentamientos en territorio ocupado supondría una violación de la Cuarta Convención de Ginebra, diseñada para proteger a los civiles en tiempos de conflicto bélico.
En abril de 1968, un grupo de nacionalistas judíos liderados por el rabino Moshe Levinger solicitó y obtuvo permiso del ejército israelí para celebrar la pascua judía en un hotel de Hebrón. Armados clandestinamente por el ministro israelí Yigal Alón, poco después de llegar anunciaron su intención de "recuperar la presencia judía en Hebrón". En pocos meses, el gobierno israelí decidió la creación de un barrio judío en esta ciudad palestina. En mayo de 1970, Moshe Dayan y otros altos cargos israelíes acordaron presentar la expropiación de edificios en el corazón de Hebrón como uso militar, pese a que seguían estando ocupados por civiles.
Por su parte, Israel diseñó el "plan de los cinco dedos" en la Franja de Gaza para romper la contigüidad territorial de esta estrecha porción de terreno mediante la creación, entre 1970 y 1973, de cuatro bloques de asentamientos financiados por el Estado. El más meridional de estos asentamientos se construyó en la península del Sinaí, ocupada a Egipto desde 1967.
El primer asentamiento israelí en los Altos del Golán, Merom Golan, fue creado ya en 1967 y fue calificado de Nahal (paramilitar) para evitar posibles problemas legales derivados de su incompatibilidad con el derecho internacional. En enero de 1969 ya había diez asentamientos israelíes en los Altos del Golán, dos en la península del Sinaí y cinco en Cisjordania.

### Terrenos estatales
Hacia 1977 ya se habían construido ocho asentamientos alrededor de Jerusalén en los que vivían 33.000 colonos judíos. Sin embargo, la población de los asentamientos en el resto de Cisjordania, entre los que destacaban Kfar Etzion y Kiryat Arba, era de tan solo 4.300 colonos. Entre la Franja de Gaza y los Altos del Golán había 27 asentamientos más, mientras que en la costa norte de la península del Sinaí se estaba construyendo Yamit. Poco después de la elección de Menahem Begin como primer ministro de Israel, este viajó a Kadum, donde se encontraban temporalmente los colonos de Elon Moreh, y les prometió "muchos más Elon Morehs". Poco después se legalizaron un "campo de trabajo" en Ofra y una "zona industrial" en Ma'ale Adumim.
Un veredicto del Tribunal Supremo de Israel en 1979 hizo más complejo el proceso de expropiación de tierras palestinas para usos militares y la posterior construcción de asentamientos judíos en estas tierras. Así pues, las autoridades israelíes pasaron a declarar las tierras palestinas como "terrenos estatales", lo que les permitió seguir construyendo asentamientos en tierras que habían sido de propiedad privada palestina tanto durante el Mandato británico como durante la ocupación jordana. Entre 1979 y 1992, Israel declaró «terrenos estatales» más de 90 000 hectáreas y las dedicó casi en exclusiva al desarrollo de asentamientos, un proceso que ha continuado hasta la actualidad. De esta manera, el 22 % de Cisjordania (unas 120 000 hectáreas) es a día de hoy "terreno estatal" bajo pleno control israelí. También en 1979, el gobierno israelí aprobó la aplicación extraterritorial de la ley israelí en los cinco concejos regionales de asentamientos. El número de judíos en Cisjordania comenzó a crecer rápidamente y ya se cifraba en 12.500 en 1980. Según Ian Black, un analista israelí comentó que el objetivo de su gobierno era cortar Cisjordania en pedazos «mediante una red de carreteras, asentamientos y bastiones militares hasta crear un montón de pequeños bantustanes para que [los palestinos] no vuelvan a unirse en un área contigua que pueda defender una existencia autónoma, y mucho menos independiente». En marzo de 1982, sin embargo, en el marco del proceso de paz con Egipto y de los Acuerdos de Camp David, Israel evacuó a los 2.500 colonos del asentamiento de Yamit, en la península del Sinaí, y demolió todos los edificios antes de abandonarlo.
Los gobiernos israelíes del Likud entre 1977 y 1988 construyeron más de un centenar de asentamientos en "terrenos estatales" en zonas palestinas densamente pobladas. Estos asentamientos se diseñaron y desarrollaron para establecer pasillos horizontales entre Israel y el Valle del Jordán, eliminando así la contigüidad territorial de Cisjordania y limitando la capacidad de movimiento de los palestinos. A su vez se construyeron cinco nuevas autovías y toda una red de carreteras accesible solamente para los colonos judíos de Cisjordania. Además, tan solo entre 1984 y 1988 años se construyeron doce nuevos asentamientos en la Franja de Gaza y tres más en Jerusalén Este.

### Acuerdos de Oslo
En 1995, Isaac Rabin y Yasir Arafat firmaron los Acuerdos de Oslo, según los cuales Cisjordania quedaba dividida de manera provisional en tres zonas bien diferenciadas: el área A es de control administrativo y policial palestino; el área B es de control administrativo palestino y control militar israelí; y el área C es de control administrativo y militar israelí. Las áreas A y B incluyen los principales núcleos de población palestinos y constituyen 165 enclaves aislados y rodeados por el área C, en la que se encuentran todos los asentamientos israelíes. En la práctica, sin embargo, Israel todavía mantiene un control pleno sobre la totalidad de Cisjordania.
En enero de 1995, una semana después de recibir el Premio Nobel de la Paz, Isaac Rabin prometió que Israel paralizaría la construcción de nuevos asentamientos y solo expropiaría tierras palestinas para la creación de carreteras. Sin embargo, apenas unos días después el gabinete israelí aprobó la construcción de 2200 nuevas viviendas en Cisjordania. La construcción de asentamientos en Jerusalén Este no se detuvo en ningún momento, y se anunciaron planes para construir 6500 viviendas en el asentamiento de Har Homa, al sur de la ciudad. Dado que el anuncio tuvo lugar apenas unas semanas antes de la fecha de retirada israelí de la vecina ciudad de Belén, numerosos críticos palestinos e israelíes entendieron esta medida como una provocación. Aunque los Acuerdos de Oslo no entraban en detalles sobre el espinoso asunto de los asentamientos, sí que incluían una cláusula según la cual "ningún bando tomará iniciativas o pasos que cambien el statu quo de Cisjordania o la Franja de Gaza hasta que se alcance un acuerdo en las negociaciones sobre un estatus permanente". Por este motivo, ante la inminente implementación de los Acuerdos de Oslo, Ariel Sharon recomendó a los colonos: "moveos, corred y tomad tantas colinas como podáis para expandir los asentamientos, porque todo lo que tomemos ahora seguirá en nuestras manos".
Además, poco después del anuncio de congelación de la construcción de asentamientos, las propias autoridades israelíes dieron comienzo a la construcción de los denominados "asentamientos ilegales" o «outposts», que si bien carecen de un apoyo oficial del Estado, reciben de este ayuda económica, apoyo logístico y protección militar. Desde 1996 se han establecido más de cien asentamientos de este tipo en Cisjordania. En 2017, el parlamento israelí aprobó una ley que permitía la legalización de estos asentamientos ilegales y su conversión, por lo tanto, en asentamientos oficiales.

### Nuevas zonas militares cerradas
En 1997, Israel declaró que todos los asentamientos israelíes tendrían consideración de "zona militar cerrada", lo que suponía un 10% de Cisjordania (unas 54.000 hectáreas). A fecha de 2019, casi un tercio de Cisjordania (176.500 hectáreas) tiene carácter de "zona militar cerrada" y es inaccesible para la población palestina. Además, desde la Segunda Intifada (2000-2005), Israel ha cerrado otras 18.000 hectáreas de terreno cisjordano a la población civil palestina, bien declarándolas "zona de costuras" o bien "Áreas Especiales de Seguridad".

### Muro israelí de Cisjordania
La construcción del muro israelí de Cisjordania comenzó en junio de 2002. El trazado de este muro se realizó dejando 81 asentamientos del lado israelí de la barrera, preparando así el camino para una futura anexión de los mismos. En Jerusalén Este, el muro dejó del lado israelí 11 asentamientos judíos construidos en terrenos palestinos, pero dejó fuera a cerca del 40% de los habitantes palestinos que viven en el propio término municipal de Jerusalén declarado por Israel en 1967.

### Retirada unilateral de la Franja de Gaza
A mediados de agosto de 2005 comenzó la evacuación de los cerca de 9000 colonos israelíes de la Franja de Gaza, la denominada retirada unilateral de la Franja de Gaza. Muchos de los colonos se marcharon pacíficamente, aunque otros se resistieron y tuvieron que ser desalojados por el ejército israelí. En Neve Dekalim, el mayor de los asentamientos desmantelados, los colonos ortodoxos se enfrentaron al ejército, mientras que en Kfar Darom se atrincheraron en la sinagoga. Algunos colonos hicieron a sus hijos salir de sus casas con las manos en alto o con una estrella amarilla cosida a la ropa para evocar la persecución nazi. Poco después, equipos de demolición israelíes destruyeron las 2800 viviendas que habían sido abandonadas. A mediados de septiembre culminó el proceso y todas las fuerzas militares israelíes se retiraron. Sin embargo, dado que Israel todavía controla el espacio aéreo y marítimo y los puestos fronterizos de la Franja de Gaza, el derecho internacional y la ONU siguen considerándola "territorio ocupado" por Israel.

### Crecimiento de los asentamientos en Cisjordania
En la segunda década del siglo XXI, los asentamientos han cambiado completamente su aspecto. Ya no son bloques de caravanas o casas prefabricadas, sino ciudades en constante crecimiento con enormes bloques de apartamentos como los de Ma'ale Adumim, Beitar Illit y Modi'in Illit. Las carreteras que llevan a ellos están prohibidas al tráfico de vehículos palestinos y el muro de separación los ha rodeado para dejarlas al oeste del mismo. Los colonos disfrutan de notables beneficios fiscales, préstamos a bajo interés, exenciones de impuestos y un mayor gasto educativo por alumno del que existe en la propia Israel. Por ejemplo, una casa de cuatro habitaciones en el asentamiento de Ariel costaba 200.000$ en 2012, un precio por el que solo se podría adquirir un piso de dos habitaciones en un barrio pobre de Tel Aviv. A fecha de 2015 había 230 asentamientos israelíes reconocidos que ocupaban el 3 % de Cisjordania, aunque su área de jurisdicción era muy superior.
Poco después de la Conferencia de Annapolis, en noviembre de 2007, Israel anunció planes para la expansión del asentamiento de Har Homa, que terminaría de aislar Jerusalén Este de Belén y el resto de Cisjordania. Poco después de la toma de posesión de Barack Obama como presidente de los Estados Unidos, una nueva ronda de conversaciones de paz comenzó bajo los auspicios de su secretaria de Estado, Hillary Clinton. Aunque los Estados Unidos exigieron la completa paralización de la construcción de asentamientos, Netanyahu accedió solamente a una moratoria de 10 meses que no incluía Jerusalén Este o los proyectos ya en curso. Días después, en una reunión con sus "hermanos y hermanas" colonos, les confirmó que la construcción de asentamientos proseguiría nada más terminar la moratoria. Mahmoud Abbas se negó a participar en las conversaciones con esas condiciones.
En marzo de 2010, durante una visita oficial del vicepresidente de los Estados Unidos Joe Biden, Israel anunció la construcción de 1600 nuevas viviendas en el asentamiento ortodoxo de Ramat Shlomo, en Jerusalén Este. El enviado especial de los Estados Unidos a Oriente Medio, George Mitchell, calificó la noticia de un "insulto directo e increíble". Un nuevo intento de conversaciones de paz tuvo lugar en 2010, aunque se frustró rápidamente ante la negativa del primer ministro israelí Benjamin Netanyahu a prorrogar la moratoria en la construcción de asentamientos. Apenas unas semanas antes de las elecciones de enero de 2013, Netanyahu anunció la construcción de miles de nuevas viviendas en asentamientos de Cisjordania. La construcción de asentamientos creció por séptimo trimestre consecutivo en los primeros meses de 2013. En septiembre de 2013, en el vigésimo aniversario de los Acuerdos de Oslo, se conocieron cifras oficiales sobre la población de los asentamientos: el número de colonos se había doblado en esos veinte años, pasando de 262.000 en 1993 a 520.000 en 2013, en los que se incluían unos 200.000 colonos en Jerusalén Este. En 2013 se construyeron 2.534 nuevas viviendas en asentamientos de Cisjordania, una cifra que doblaba la del año anterior, 1.133 viviendas.
Las conversaciones de paz de los años 2013 y 2014, patrocinadas por el Secretario de Estado de los Estados Unidos John Kerry, comenzaron con el anuncio de la construcción de 1.500 nuevas viviendas en Jerusalén Este acabaron descarrilando principalmente por la continua expansión de los asentamientos. En palabras del propio Kerry, "el primer día pasó, y el segundo día pasó, y el tercer día pasó. Y entonces, por la tarde, cuando parecía que iban a conseguirlo, se anunciaron 700 nuevas viviendas en los asentamientos de Jerusalén y ahí se esfumó la oportunidad".
El 23 de diciembre de 2016, el Consejo de Seguridad de las Naciones Unidas aprobaba por 14 votos a favor y una abstención la resolución 2334, que reiteraba la condena de los asentamientos israelíes como una "flagrante violación" del derecho internacional.
A comienzos de 2017, el Knéset aprobó la denominada "Ley de Regularización de los Asentamientos en Judea y Samaria", apodada por sus críticos como la "Ley del Robo de Tierras", que legaliza con carácter retroactivo los asentamientos ilegales establecidos en terrenos de propiedad privada palestina. La ley permite a los colonos israelíes permanecer en estos terrenos privados palestinos, prohíbe a sus legítimos propietarios acceder a ellos o reclamar ante la justicia y supone la aplicación retroactiva del código civil israelí sobre un territorio que no forma parte de Israel y cuyos habitantes no pueden votar en las elecciones israelíes. El propio fiscal general del Estado de Israel, Avichai Mandelblit, considera que esta ley es ilegal porque viola la Cuarta Convención de Ginebra. El exministro de justicia israelí Dan Meridor, del Likud, la calificó de "perversa y peligrosa", y vaticinó que se utilizaría en un futuro proceso contra Israel en la Corte Penal Internacional por violar los Convenios de Ginebra.
El 15 de octubre de 2020 se anunció la construcción de otras 5.000 viviendas en los asentamientos israelíes de Cisjordania, algunas de ellas en asentamientos aislados en mitad de la región palestina. Según Paz Ahora, 2020 fue un año récord en la aprobación de licencias de construcción en los asentamientos israelíes con más de 12.000 nuevas viviendas hasta mediados de octubre. Esta cifra suponía, sin que hubiese terminado aún el año, un aumento de 4.000 viviendas sobre el anterior récord, que se había establecido en 2019. Poco después se supo que también se había dado luz verde a la construcción de 31 viviendas para colonos israelíes en el corazón de la ciudad palestina de Hebrón, incluso aunque un tribunal jerosolimitano había prohibido expresamente la construcción de viviendas en esa zona hasta la resolución de un juicio pendiente. El 12 de noviembre de 2020, la prensa israelí hacía pública la aprobación del plan de expansión del asentamiento de Ramat Shlomo, en la Jerusalén Este ocupada, para el que se aprobaron 108 nuevas viviendas. Tres días después se supo de la aprobación de 1.257 nuevas viviendas para el nuevo asentamiento de Givat Hamatos, en Jerusalén Este, cuya construcción partiría en dos el Estado de Palestina e imposibilitaría el viaje de Belén a Jerusalén, además de convertir el barrio palestino de Beit Safafa en un enclave. Este movimiento fue condenado por la Unión Europea y por la Autoridad Nacional Palestina y supondría la creación del primer nuevo asentamiento en Jerusalén Este en más de dos décadas.
El 11 de enero de 2021, la prensa israelí publicaba la aprobación de otras 800 nuevas viviendas en los asentamientos de Itamar, Beit El, Shavei Shomron, Oranit y Givat Zeev, así como en los asentamientos ilegales de Tal Menashe y Nofei Nehemia. La prensa israelí y los políticos de la oposición atribuyeron la premura en la aprobación de estos asentamientos a la próxima toma de posesión del presidente Joe Biden en los Estados Unidos, de quien se espera que sea menos entusiasta con respecto a las colonias israelíes que su predecesor, Donald Trump. Este movimiento fue condenado por la ONU, la Unión Europea, el Reino Unido y una serie de partidos políticos y organizaciones israelíes. El Secretario General de la ONU, António Guterres, condenó este movimiento y llamó a Israel a "detener e invertir" la decisión de construir 800 nuevas viviendas en Cisjordania, tras lo que reiteró que los asentamientos son "uno de los principales obstáculos para la consecución de una solución de dos Estados y una paz justa, duradera y completa" en Oriente Medio. Guterres recordó que "el establecimiento por parte de Israel de asentamientos en el territorio palestino ocupado desde 1967, incluido Jerusalén Este, carece de validez legal y constituye una flagrante violación del derecho internacional".
Pese a la condena internacional, el gobierno israelí anunció el domingo 17 de enero de 2021 la construcción de 780 nuevas viviendas en los territorios ocupados y poco después, el 20 de enero, Israel volvió a anunciar la concesión de permisos de construcción en sus asentamientos en Palestina, en este caso más de 2.500 nuevas viviendas repartidas entre Cisjordania, con 2.112 permisos, y Jerusalén Este, con 460. La ONG israelí Paz Ahora condenó la «disparatada carrera para aprobar tanta actividad en los asentamientos como sea posible hasta el último minuto antes del cambio en la administración de Washington», en alusión a la toma de posesión de Joe Biden en la Casa Blanca.
La actividad en los asentamientos prosiguió en octubre de 2021, cuando se supo que los colonos israelíes en Hebrón han comenzado a construir un nuevo barrio dentro de esta ciudad palestina. Este nuevo asentamiento, que tiene una financiación de 6 millones de dólares del gobierno israelí, se ubicará en el interior de unos terrenos que antes de la ocupación israelí eran una estación de autobuses, pero que fueron expropiados por «motivos de seguridad» y convertidos en una base militar. A finales de octubre, Israel anunció que construiría 1355 nuevas viviendas en diversos asentamientos de Cisjordania, un movimiento que fue condenado por la Unión Europea, que recordó en una declaración institucional que «los asentamientos son ilegales según el derecho internacional y constituyen uno de los mayores obstáculos para la consecución de la solución de dos Estados y de una paz justa, plena y duradera». Dos días después de estas condenas se aprobaron otras 3.000 nuevas viviendas en asentamientos de Cisjordania. En noviembre de 2021, el ayuntamiento de Jerusalén aprobó la construcción de unas 9.000 viviendas en un nuevo asentamiento israelí en Jerusalén Este, en los terrenos en los que un día estuvo el aeropuerto de Atarot. Sin embargo, las quejas de la administración estadounidense llevaron a la congelación del proyecto poco después. A finales de 2021, los diarios israelíes anunciaban la aprobación de un proyecto de asentamiento judío en Jerusalén Este, junto al barrio palestino de Beit Safafa, que lleva décadas solicitando nuevos permisos de construcción sin éxito. Se trata de un antiguo proyecto, pues Isaac Rabin ya trató de llevarlo a cabo en 1995, pero lo paralizó a cambio de que EE. UU. vetara una resolución de la ONU contra los asentamientos israelíes.
En febrero de 2023, el gobierno israelí legalizó nueve puestos de avanzada que habían sido construidos sin permisos y contraviniendo el derecho internacional y el israelí. En mayo de 2023, los medios de comunicación israelíes informaron que el presupuesto estatal aprobado por el Knéset para el año siguiente preveía una inversión de más de 900 millones de euros (3500 millones de séquels) para las carreteras de uso exclusivo, los asentamientos e incluso para los puestos de avanzada ilegales en Cisjordania. Esto se tradujo al mes siguiente en la aprobación de 5.700 nuevas viviendas en asentamientos en Cisjordania (incluidas 754 viviendas en asentamientos considerados ilegales por la propia ley israelí), lo que supuso superar en los primeros seis meses de 2023 el total de viviendas aprobadas en todo 2022, que había ascendido a 12.159.En septiembre de 2023, tanto los Estados Unidos como la Unión Europea condenaron los planes israelíes de construir un enclave judío en la localidad palestina de Abu Dis.
Con el estallido de la guerra de Gaza el 7 de octubre de 2023, el gobierno israelí llevó a cabo una serie de modificaciones en los presupuestos de 2023 que incluían cuadruplicar el dinero destinado al Ministerio de Asentamientos y Proyectos Nacionales, que pasó de 133 a 543 millones de séquels. El 11 de febrero de 2024, el diario israelí Haaretz informaba de que se habían acelerado los planes para la construcción de un nuevo asentamiento en Jerusalén Este, Nofei Rachel, que junto a otros tres asentamientos planificados, proyectaba la construcción de unas 3000 nuevas viviendas para colonos judíos a unos metros de distancia de la localidad palestina de Umm Tuba. El 28 de febrero de ese mismo año, el gobierno israelí aprobó los términos municipales de un nuevo asentamiento que se llamaría Mishmar Yehuda, que se encontraría al sur de Maale Adumim y que nacería tras la legalización de un asentamiento ilegal en la zona en febrero del año anterior.
El 6 de marzo, Israel dio luz verde a la construcción de casi 3500 nuevas viviendas en diversos asentamientos: 2402 en Maale Adumim, 694 en Efrat y 330 en Kedar. El 22 de marzo, Israel expropió 800 hectáreas de terrenos palestinos en el Valle del Jordán y las convirtió en terrenos estatales, tras lo que serían dedicadas a la construcción de asentamientos y zonas industriales y comerciales. Paz Ahora denunció que se trataba de la mayor expropiación de tierras desde los Acuerdos de Oslo en 1993. Menos de una semana después, el gobierno israelí anunció la legalización de otro asentamiento ilegal, en este caso el de Ahiya, que pasaría a convertirse en un barrio del cercano asentamiento de Silo.
Tan solo en los tres primeros meses de 2024, Israel ya había batido su récord histórico de confiscación de tierras palestinas, que pasaron a ser consideradas "terrenos estatales", mientras que muchos de los terrenos ya catalogados como tales eran añadidos a los límites territoriales de los asentamientos ya existentes o de los que estaban en proceso de construcción. En concreto, más de mil hectáreas de tierras palestinas habían sido declaradas "terrenos estatales" en el primer trimestre de 2024, la gran mayoría de ellas lejos de la Línea Verde, en el valle del Jordán. A comienzos de julio de 2024, Israel aprobó la mayor expropiación de tierras palestinas desde los Acuerdos de Oslo, más de tres décadas atrás. En concreto, se decretó la expropiación de 12,7 kilómetros cuadrados de tierras en el valle del Jordán, a las que habría que añadir los 8 kilómetros cuadrados expropiados en marzo y otros 2,6 en febrero. Estas expropiaciones han seguido el proceso habitual, según el cual primero fueron declaradas zona militar cerrada, impidiendo el acceso a ellas de sus propietarios palestinos, y luego tierras estatales, con lo que ya pueden ser cedidas a colonos israelíes. Un día después, el gobierno israelí anunció que tres puestos de avanzada pasarían a ser considerados asentamientos oficiales y que se iban a construir 5.295 viviendas más en diversos asentamientos. Otros cinco puestos de avanzada habían sido reconocidos la semana anterior. El 15 de agosto de 2024, Israel anunció la construcción de un nuevo asentamiento al oeste de Belén, el primer anuncio de este tipo desde 2017. El asentamiento se construirá por completo en terrenos que la Unesco ha designado como Patrimonio de la Humanidad en Palestina; en concreto, en las terrazas de Battir.
El año 2024 batió todos los récords en términos de construcción de asentamientos ilegales y de apropiación de tierras palestinas con la construcción de 59 nuevos asentamientos y la legalización de otros diez. Además, docenas de ellos comenzaron a recibir fondos públicos y se aumentó de manera exponencial la financiación de los mismos. Ocho de estos asentamientos ilegales se establecieron en el área B, algo que no había sucedido hasta ahora. Además, se declararon "terrenos estatales" un total de 2426 hectáreas de tierras palestinas, más de cinco veces la cantidad del anterior récord, que había tenido lugar en 2014 con 477 hectáreas. En mayo de 2025, el ministerio de Defensa israelí anunció que el gobierno había aprobado la construcción de 22 nuevos asentamientos en Cisjordania con el fin explícito de «impedir el establecimiento de un Estado palestino». De esos 22 asentamientos, 12 son ilegales puestos de avanzada y granjas establecidos recientemente que serán legalizados como asentamientos oficiales, 9 son completamente nuevos y uno era un barrio existente (Nofei Prat) de Kfar Adumim que ahora será reconocido como un asentamiento independiente.

## Construcción
A través de un complejo mecanismo burocrático, Israel tomó el control de casi un 50 % de Cisjordania, principalmente para el establecimiento de los asentamientos y la preparación de reservas de suelo para su expansión. El principal medio utilizado para este propósito es la declaración y el registro de la tierra como "tierras estatales" (State Land). Este procedimiento, utilizado sobre todo en las décadas de 1980 y 1990, se basa en la aplicación por el gobierno israelí de la Ley de Tierras otomana de 1858, que estaba en vigor antes de la ocupación. Este mecanismo dio lugar a la declaración del 16 por ciento de Cisjordania como tierras del Estado de Israel y se utilizó para la construcción de asentamientos, en particular alrededor de áreas palestinas ya edificadas. Los otros métodos utilizados, cada uno con una base jurídica diferente, son requisas por "necesidades militares", la declaración de la tierra como "propiedad abandonada" y la expropiación de tierras para "necesidades públicas." Además, Israel ha ayudado a los ciudadanos en la compra de tierras en el "mercado abierto". Al mismo tiempo, en muchos casos, los colonos tomaron el control de tierras privadas palestinas de forma independiente, mientras que las autoridades israelíes, en casi todos los casos, no hicieron cumplir la ley y no devolvieron las tierras a sus legítimos propietarios.
El Tribunal Supremo de Israel ha sancionado en general el mecanismo utilizado para tomar el control de la tierra, para dar cobertura legal a estos procedimientos. Por otro lado, Israel utiliza estas tierras confiscadas en beneficio de los asentamientos, mientras que prohíbe al pueblo palestino su uso, que está prohibido y es ilegal en sí mismo, incluso si el proceso por el cual las tierras fueron adquiridas fue justo y de acuerdo con el derecho internacional y jordano.
Según B'Tselem, en contraste con la política de planificación urbanística restrictiva seguida para las comunidades palestinas, los asentamientos israelíes en Cisjordania disfrutan de asignaciones de tierras, planificación urbanística detallada, conexión a infraestructura avanzada y vista gorda con respecto a la construcción ilegal (hay cerca de 100 asentamientos construidos sin autorización oficial, pero con apoyo y asistencia de los ministerios del gobierno israelí). A diferencia de los palestinos, los colonos tienen plena representación en los procesos de planificación urbanística.
B'Tselem afirma que, en beneficio de los asentamientos, la Administración Civil israelí cambió la clasificación de la tierra en los planes urbanísticos de la época del Mandato británico, de forma que casi todos los asentamientos de Cisjordania fueron erigidos sobre extensiones de tierras designadas como agrícolas en los planes de edificación. No obstante, en los últimos años, la Administración Civil ha aprobado cientos de nuevos planes directores que cambiaron la clasificación de la tierra, lo que permite el establecimiento de asentamientos. En la mayoría de los casos, la construcción en los asentamientos fue aprobada con carácter retroactivo, o bien por orden militar. La Administración Civil también aprobó la creación de pequeños asentamientos que suman solo unas pocas docenas o cientos de colonos, así como nuevos asentamientos localizados a pocos kilómetros de distancia de los ya existentes. De acuerdo con datos de la Administración Civil, en alrededor del 75 % de los asentamientos la construcción se llevó a cabo sin los permisos apropiados.
De acuerdo con datos de la Administración Civil correspondientes a 2000-2012, y teniendo en cuenta el tamaño de la población, 3,5 más órdenes de demolición fueron emitidas y demoliciones llevadas a cabo para viviendas palestinas en la zona C que órdenes de demolición y derribos ejecutados de viviendas de colonos. Entre 2002 y 2010, 176 permisos de construcción fueron concedidos a los palestinos, mientras que al menos 15.000 unidades residenciales fueron construidas en los asentamientos durante ese mismo período, con o sin permiso. En contraste con el planeamiento parcial y restrictiva para las comunidades palestinas en la zona C, para los asentamientos en esa misma área, se elaboraron planes detallados modernos que contaron con espacios públicos, parques o bienes comunes, y en muchos casos con baja densidad de viviendas.
A los asentamientos se han destinado grandes áreas de terreno, muy por encima de sus secciones construidas. Estas áreas han sido declaradas zonas militares cerradas y están fuera del alcance de los palestinos, excepto con un permiso especial. Por el contrario, los ciudadanos israelíes, los judíos desde cualquier parte del mundo y los turistas pueden entrar libremente. En total, los asentamientos y las zonas bajo jurisdicción de los consejos regionales cubren el 63% de la zona C (bajo el control total de Israel) y a los palestinos se les prohíbe la construcción o el desarrollo en esas áreas. Aunque Cisjordania no es parte del territorio soberano de Israel, los asentamientos y los colonos están generalmente sujetos a la ley israelí. Como resultado, los pobladores disfrutan de todos los derechos de los ciudadanos en un Estado democrático, al igual que los ciudadanos israelíes que viven al oeste de la Línea Verde. Mientras tanto, los palestinos de la zona C viven bajo la ley marcial y la autoridad de la Administración Civil.
Desde 1998 el gobierno israelí ha declarado muchos asentamientos de Cisjordania como Áreas Prioritarias Nacionales (National Priority Areas), lo que les otorga beneficios tales como: reducciones fiscales, rebajas del precio de la tierra y de los costes de construcción, subvenciones para hipotecas, e incentivos en el campo de la educación, la industria, la agricultura y el turismo. En 2013, 91 asentamientos de Cisjordania fueron declarados Áreas Prioritarias Nacionales, además de 9 asentamientos recientes que incluyen tres puestos avanzados ilegales (outposts) que fueron legalizados en 2012. De hecho, algunos estudios sugieren que el gobierno israelí está usando el elevado precio de la vivienda dentro de las fronteras de Israel para empujar a su población a vivir en los asentamientos, donde estas son considerablemente más baratas.

## Lista de asentamientos
A fecha de noviembre de 2023, los asentamientos israelíes reconocidos eran los siguientes: 
| Nombre                       | Hebreo        | Población (2021) | Fecha de creación | Notas  |
| ---------------------------- | ------------- | ---------------- | ----------------- | ------ |
| Adora (Adura)                | אדורה         | 474              | 1984              |        |
| Alei Zahav                   | עלי זהב       | 4,280            | 1982              |        |
| Alfei Menashe                | אלפי מנשה     | 7,966            | 1983              |        |
| Almog                        | אלמוג         | 255              | 1977              |        |
| Almon                        | עלמון         | 1,442            | 1982              |        |
| Alon                         | אלון          | 1,031            | 1990              |        |
| Alon Shvut                   | אלון שבות     | 3,061            | 1970              |        |
| Amihai                       | עמיחי         | 209              | 2018              |        |
| Argaman                      | ארגמן         | 133              | 1968              |        |
| Ariel                        | אריאל         | 19,647           | 1978              | [ 92 ] |
| Ateret                       | עטרת          | 954              | 1981              |        |
| Avnei Hefetz                 | אבני חפץ      | 2,223            | 1990              |        |
| Barkan                       | ברקן          | 2,005            | 1981              |        |
| Bat Ayín                     | בת עין        | 1,672            | 1989              |        |
| Beit Aryeh-Ofarim            | בית אריה      | 5,409            | 1981              |        |
| Beit El                      | בית אל        | 5,681            | 1977              |        |
| Beit HaArava                 | בית הערבה     | 451              | 1980              |        |
| Beit Horon                   | בית חורון     | 1,468            | 1977              |        |
| Beit Yatir (Metzadot Yehuda) | בית יתיר      | 634              | 1983              |        |
| Beita                        | 63,220        | 1985             | [ 11 ]            |        |
| Beitar Illit                 | ביתר עילית    | 63,220           | 1985              | [ 92 ] |
| Beka'ot (Bqa'ot)             | בקעות         | 186              | 1972              |        |
| Brukhin                      | ברוכין        | 2,129            | 2012              |        |
| Carmel                       | כרמל          | 467              | 1981              |        |
| Dolev                        | דולב          | 1,569            | 1983              |        |
| Efrat                        | אפרת          | 11,804           | 1980              |        |
| Elazar                       | אלעזר         | 2,561            | 1975              |        |
| Eli                          | עלי           | 4,613            | 1984              |        |
| Elkana                       | אלקנה         | 4,072            | 1977              |        |
| Elon Moreh                   | אלון מורה     | 2,009            | 1979              |        |
| Einav                        | ענב           | 983              | 1981              |        |
| Eshkolot                     | אשכולות       | 609              | 1982              |        |
| Etz Efraim                   | עץ אפרים      | 2,519            | 1985              |        |
| Ganei Modi'in                | גני מודיעין   | 2,603            | 1985              |        |
| Geva Binyamin                | גבע בנימין    | 5,857            | 1984              |        |
| Gilgal                       | גלגל          | 222              | 1970              |        |
| Gitit                        | גיתית         | 498              | 1973              |        |
| Guevaot                      | 1             | 1                | 1                 |        |
| Guiv'at Ze'ev                | גבעת זאב      | 20,034           | 1983              |        |
| Giv'on HaHadasha             | גבעון החדשה   | 1,020            | 1980              |        |
| Haggai (Beit Hagai)          | בית חגי       | 701              | 1984              |        |
| Halamish                     | חלמיש         | 1,485            | 1977              |        |
| Hamra                        | חמרה          | 273              | 1971              |        |
| Har Adar                     | הר אדר        | 4,108            | 1986              |        |
| Har Brajá                    | הר ברכה       | 3,062            | 1983              |        |
| Har Gilo                     | הר גילה       | 1,648            | 1972              |        |
| Hashmonaim                   | חשמונאים      | 2,646            | 1985              |        |
| Hemdat                       | חמדת          | 343              | 1980              |        |
| Hermesh                      | חרמש          | 235              | 1982              |        |
| Hinanit                      | חיננית        | 1,513            | 1981              |        |
| Immanuel                     | עמנואל        | 4,372            | 1983              |        |
| Itamar                       | איתמר         | 1,354            | 1984              |        |
| Kalia                        | קלי"ה         | 489              | 1968              |        |
| Karmei Tzur                  | כרמי צור      | 965              | 1984              |        |
| Karnei Shomron               | קרני שומרון   | 9,663            | 1978              |        |
| Kedar                        | קדר           | 1,617            | 1985              |        |
| Kedumim                      | קדומים        | 4,590            | 1977              |        |
| Kfar Adumim                  | כפר אדומים    | 4,927            | 1979              |        |
| Kfar Etzion                  | כפר עציון     | 1,278            | 1967              |        |
| Kfar HaOranim (Menora)       | כפר האורנים   | 2,607            | 1998              |        |
| Kfar Tapuach                 | כפר תפוח      | 1,522            | 1978              |        |
| Kiryat Arba                  | קרית ארבע     | 7,499            | 1972              |        |
| Kiryat Netafim               | קרית נטפים    | 991              | 1983              |        |
| Kokhav HaShahar              | כוכב השחר     | 2,515            | 1977              |        |
| Kokhav Ya'akov               | כוכב יעקב     | 9,524            | 1985              |        |
| Ma'ale Adumim                | מעלה אדומים   | 37,555           | 1975              | [ 92 ] |
| Maale Amos                   | מעלה עמוס     | 822              | 1981              |        |
| Ma'ale Efraim                | מעלה אפרים    | 1,318            | 1970              |        |
| Ma'ale Levona                | מעלה לבונה    | 976              | 1983              |        |
| Ma'ale Mikhmas               | מעלה מכמש     | 1,691            | 1981              |        |
| Ma'ale Shomron               | מעלה שומרון   |                  | 1980              |        |
| Ma'on                        | מעון          | 592              | 1981              |        |
| Maskiot                      | משכיות        | 341              | 1986              |        |
| Masua                        | משואה         | 263              | 1970              |        |
| Matityahu                    | מתתיהו        | 922              | 1981              |        |
| Mehola                       | מחולה         | 649              | 1968              |        |
| Mekhora                      | מכורה         | 186              | 1973              |        |
| Metzad                       | מיצד          | 1,114            | 1983              |        |
| Mevo Dotan                   | מבוא דותן     | 509              | 1978              |        |
| Mevo Horon                   | מבוא חורון    | 2,694            | 1970              |        |
| Migdal Oz                    | מגדל עוז      | 567              | 1977              |        |
| Migdalim                     | מגדלים        | 543              | 1983              |        |
| Mitzpe Shalem                | מצפה שלם      | 238              | 1971              |        |
| Mitzpe Yeriho                | מצפה יריחו    | 2,638            | 1978              |        |
| Modi'in Illit                | מודיעין עילית | 80,996           | 1996              | [ 92 ] |
| Na'ale                       | נעלה          | 2,608            | 1988              |        |
| Na'omi (Na'ama)              | נעמי          | 165              | 1982              |        |
| Nahliel                      | נחליאל        | 737              | 1984              |        |
| Negohot                      | נגוהות        | 468              | 1999              |        |
| Netiv HaGdud                 | נתיב הגדוד    | 220              | 1976              |        |
| Neve Daniel                  | נווה דניאל    | 2,360            | 1982              |        |
| Nili                         | נילי          | 1,878            | 1981              |        |
| Naaran                       | נירן          | 101              | 1977              |        |
| Nofei Prat                   | נוֹפֵי פְּרָת      | 1,200            | 1992              |        |
| Nofim                        | נופים         | 1,042            | 1987              |        |
| Nokdim                       | נוקדים        | 2,764            | 1982              |        |
| Ofra                         | עפרה          | 3,026            | 1975              |        |
| Oranit                       | אורנית        | 9,114            | 1985              |        |
| Otniel                       | עתניאל        | 994              | 1983              |        |
| Ovnat                        | אבנת          | 260              | 1983              |        |
| Peduel                       | פדואל         | 2,098            | 1984              |        |
| Pnei Hever (Ma'ale Hever)    | מעלה חבר      | 729              | 1982              |        |
| Petza'el                     | פצאל          | 361              | 1975              |        |
| Psagot                       | פסגות         | 2,077            | 1981              |        |
| Rehelim                      | רחלים         | 975              | 2013              |        |
| Reihan                       | ריחן          | 384              | 1977              |        |
| Revava                       | רבבה          | 2,908            | 1991              |        |
| Rimonim                      | רימונים       | 715              | 1977              |        |
| Ro'i                         | רועי          | 171              | 1976              |        |
| Rosh Tzurim                  | ראש צורים     | 948              | 1969              |        |
| Rotem                        | רותם          | 262              | 1983              |        |
| Sal'it                       | סלעית         | 1,426            | 1977              |        |
| Sansana                      | סנסנה         | 665              | 1997              |        |
| Sha'arei Tikva               | שערי תקווה    | 6,122            | 1983              |        |
| Shadmot Mehola               | שדמות מחולה   | 677              | 1979              |        |
| Shaked                       | שקד           | 1,081            | 1981              |        |
| Shani (Livne)                | לִבְנֶה          | 571              | 1989              |        |
| Shavei Shomron               | שבי שומרון    | 1,050            | 1977              |        |
| Silo                         | שילה          | 4,783            | 1979              |        |
| Shim'a                       | שמעה          | 886              | 1985              |        |
| Susiya                       | סוסיא         | 1,376            | 1983              |        |
| Talmon                       | טלמון         | 5,142            | 1989              |        |
| Tekoa                        | תקוע          | 4,315            | 1977              |        |
| Telem                        | תלם           | 520              | 1982              |        |
| Teneh Omarim                 | טנא עומרים    | 964              | 1983              |        |
| Tomer                        | תומר          | 301              | 1978              |        |
| Tzofim                       | צופים         | 2,489            | 1989              |        |
| Vered Yeriho                 | ורד יריחו     | 364              | 1980              |        |
| Yafit                        | יפית          | 221              | 1980              |        |
| Yakir                        | יקיר          | 2,485            | 1981              |        |
| Yitav                        | ייט"ב         | 296              | 1970              |        |
| Yitzhar                      | יצהר          | 2,020            | 1983              |        |

El 29 de mayor de 2025, el gabinete aprobó la legalización de los asentamientos siguientes:
| Nombre      | Concejo Regional                | Gobernación | Estatuto hasta la fecha              |
| ----------- | ------------------------------- | ----------- | ------------------------------------ |
| Atarot Eder | Concejo Regional Mateh Binyamin | Ramalá      | Nuevo                                |
| Beit Horon  | Concejo Regional Mateh Binyamin | Ramalá      | Nuevo                                |
| Inbar       | Concejo Regional Mateh Binyamin | Ramalá      | Nuevo                                |
| Ahiya       | Concejo Regional Mateh Binyamin | Ramalá      | Puesto de avanzada                   |
| Nofei Prat  | Concejo Regional Mateh Binyamin | Jerusalén   | Asentamiento (barrio de Kfar Adumim) |
| Adei Ad     | Concejo Regional Mateh Binyamin | Ramalá      | Puesto de avanzada                   |
| Ir Hatmarim |                                 | Jericó      | Puesto de avanzada                   |
| Gvionit     |                                 | Tubas       | Nuevo                                |
| Tevez       |                                 | Tubas       | Nuevo                                |
| Gadi Camp   |                                 | Jericó      | Puesto de avanzada                   |
| Maalot      | Gush Etzion                     | Hebrón      | Nuevo                                |
| Afeka       | Har Hebron                      | Hebrón      | Puesto de avanzada                   |
| Yonadav     | Har Hebron                      | Hebrón      | Nuevo                                |
| Mitzpe Ziv  | Har Hebron                      | Hebrón      | Puesto de avanzada                   |
| Kedem Arava | Meguilot                        | Jericó      | Puesto de avanzada                   |
| Homesh      | Shomron                         | Nablus      | Puesto de avanzada                   |
| Sa-Nur      | Shomron                         | Yenín       | Nuevo                                |
| Mount Ibal  | Shomron                         | Nablus      | Nuevo                                |
| El-Nave     | Shomron                         | Yenín       | Puesto de avanzada                   |
| Rehavam     | Shomron                         | Nablus      | Puesto de avanzada                   |
| Maoz Zvi    | Shomron                         | Yenín       | Puesto de avanzada                   |
| Havot Yair  | Shomron                         | Salfit      | Puesto de avanzada                   |

## Situación jurídica
Diversas resoluciones del Consejo de Seguridad de la ONU han condenado los asentamientos. Entre otras, la resolución 446 o la resolución 465 (aprobada esta última por unanimidad), que condenan los asentamientos en general, los declaran nulos e instan a su desmantelamiento; también la resolución 298, referida específicamente a Jerusalén Este. Estas resoluciones se han dictado en virtud del Capítulo VI de la Carta de las Naciones Unidas, siendo el Capítulo VII el único que permite la adopción de resoluciones vinculantes, en interpretación literal de la Carta. No obstante, la Corte Internacional de Justicia, en una opinión consultiva no vinculante acerca de Namibia (21 de junio de 1971), interpretó que, con base a los artículos 24,2 y 25 de la Carta, el Consejo de Seguridad tiene poderes generales, por lo que este puede adoptar decisiones obligatorias al margen del Capítulo VII. Además, en 1993, el Consejo de Seguridad de las Naciones Unidas, "actuando bajo el Capítulo VII de la Carta de las Naciones Unidas", aprobó un informe del Secretario General que concluyó más allá de toda duda que la ley aplicable en un conflicto armado tal y como está representada en las Convenciones de Ginebra del 12 de agosto de 1949 y en la Convención de La Haya (IV) del 18 de octubre de 1907 ha pasado a formar parte del derecho internacional consuetudinario. Los incumplimientos de los principios contenidos en las convenciones se encuentran, por lo tanto, enmarcados en la competencia de los tribunales penales internacionales.
La resolución 446 del Consejo de Seguridad de las Naciones Unidas afirma "que el Convenio de Ginebra relativo a la protección de personas civiles en tiempos de guerra, de 12 de agosto de 1949, es aplicable a los territorios árabes ocupados por Israel desde 1967, incluso Jerusalén". El artículo 49 del Cuarto Convenio de Ginebra, del que Israel es un Estado signatario, especifica que "la Potencia ocupante no podrá efectuar la evacuación o el traslado de una parte de la propia población civil al territorio por ella ocupado". El artículo 147 incluye el "traslado ilegal" en la lista de infracciones graves del Convenio. El artículo 146 de este mismo tratado establece que "Cada una de las Partes Contratantes tendrá la obligación de buscar a las personas acusadas de haber cometido, u ordenado cometer, una cualquiera de las infracciones graves, y deberá hacerlas comparecer ante los propios tribunales, sea cual fuere su nacionalidad." El 19 de julio de 2024, el Tribunal Internacional de Justicia de la ONU estableció en un dictamen que «el traslado por parte de Israel de colonos a Cisjordania y Jerusalén, así como el mantenimiento de su presencia, es contrario al artículo 49 del Cuarto Convenio de Ginebra».
Tanto el Ministro de Justicia como el asesor legal del Ministro de Asuntos Exteriores israelíes avisaron en 1967 que la implantación de asentamientos en territorio ocupado supondría una violación del Cuarto Convenio de Ginebra, diseñado para proteger a los civiles en tiempos de conflicto bélico.

### Resolución 2334 del Consejo de Seguridad de la ONU
El 23 de diciembre de 2016 el Consejo de Seguridad de la ONU aprobó una resolución condenando la política de Israel de establecer asentamientos en territorio palestino, reafirmando que la adquisición de territorio por la fuerza resulta inadmisible, y que en tal medida «el establecimiento de asentamientos por parte de Israel en el territorio palestino ocupado desde 1967, incluida Jerusalén Oriental, no tiene validez legal y constituye una flagrante violación del derecho internacional», expresando además su «grave preocupación por el hecho de que la continuación de las actividades de asentamiento israelíes están poniendo en peligro la viabilidad de la solución biestatal basada en las fronteras de 1967».
La resolución, que fue aprobada con 14 votos a favor, ninguno en contra, y la abstención de Estados Unidos, «reitera su exigencia de que Israel ponga fin de inmediato y por completo a todas las actividades de asentamiento en el territorio palestino ocupado, incluida Jerusalén Oriental» y «subraya que no reconocerá ningún cambio a las líneas del 4 de junio de 1967». Asimimo, llama a adoptar inmediatos pasos para prevenir cualquier acto de violencia contra la población civil, incluyendo los actos de terrorismo.

### Dictamen del Tribunal Internacional de Justicia de la ONU
El 19 de julio de 2024, el Tribunal Internacional de Justicia (TIJ) de las Naciones Unidas dictaminó que los asentamientos israelíes «violan el derecho internacional» y exigió a Israel «detener los asentamientos y evacuar a los colonos», así como reparar el daño causado a los palestinos afectados por la ocupación. El TIJ determinó que la explotación de los recursos naturales palestinos y la política de construcción de asentamientos «equivale a una anexión permanente que impide la autodeterminación de los palestinos». El alto tribunal de la ONU instó a sus Estados miembros «a no reconocer como legal la presencia israelí en los territorios ocupados» y pidió tanto a la Asamblea General de las Naciones Unidas como a su Consejo de Seguridad que tomen las medidas necesarias «para poner fin a esta situación». Además, dictaminó que «las restricciones de movimiento impuestas por Israel a los palestinos, y la demolición de sus casas, constituyen actos de discriminación sistemática» que violan el artículo 3 del Comité para la Eliminación de la Discriminación Racial, relativo al crimen del apartheid. En concreto, el TIJ explicó que los asentamientos israelíes violan el derecho internacional en numerosos aspectos:
- Desahucios forzosos, demoliciones de viviendas masivas y restricciones al derecho de residencia y de movimiento.
- El traslado por parte de Israel de colonos a Cisjordania y Jerusalén Este y el mantenimiento de su presencia.
- Su fracaso a la hora de evitar o castigar los ataques de los colonos.
- Restricción del acceso al agua de la población palestina.
- El uso por parte de Israel de los recursos naturales en los territorios ocupados palestinos.
- La aplicación de las leyes israelíes en Cisjordania y Jerusalén Este.[105]

El TIJ concretó que «el traslado por parte de Israel de colonos a Cisjordania y Jerusalén, así como el mantenimiento de su presencia, es contrario al artículo 49 del Cuarto Convenio de Ginebra». El dictamen del Tribunal Internacional de Justicia también ordenó la restitución, compensación o satisfacción de bienes a la población palestina por los daños ocasionados por la ocupación. En concreto, dictaminó «la obligación de Israel de devolver la tierra y otros bienes inmuebles, así como todos los bienes confiscados a cualquier persona física o jurídica desde que comenzó su ocupación en 1967, y todos los bienes y activos culturales confiscados a los palestinos y a las instituciones palestinas, incluidos archivos y documentos», tras lo que añadió que «también exige la evacuación de todos los colonos de los asentamientos existentes y el desmantelamiento de las partes del muro construido por Israel que están situadas en el territorio palestino ocupado, así como permitir que todos los palestinos desplazados durante la ocupación regresen a su lugar de residencia original».
El dictamen del TIJ fue refrendado el 18 de septiembre de 2024 por la Asamblea General de las Naciones Unidas, que urgía a Israel a terminar «su presencia ilegal en los territorios palestinos ocupados tan pronto como sea posible y a detener toda actividad en los asentamientos allí emplazados inmediatamente». La resolución, que obtuvo 124 votos a favor, 14 en contra y 43 abstenciones, señalaba que «las preocupaciones de seguridad de Israel no pueden anular el principio de prohibición de la adquisición de territorio por la fuerza».

### Etiquetado de productos
En noviembre de 2019, el Tribunal de Justicia de la Unión Europea dictaminó que todos los productos elaborados en los asentamientos deben llevar el término «fabricado en un asentamiento israelí» en sus etiquetas. El Tribunal de Justicia europeo considera que los Altos del Golán y Cisjordania están “sujetos a una jurisdicción limitada del Estado de Israel”, que “actúa en calidad de potencia ocupante y no como una entidad soberana". De hecho, ambos territorios tienen un estatuto internacional especial, según este tribunal, que recuerda que Cisjordania pertenece al pueblo palestino, que “disfruta del derecho a la libre determinación según determina el Tribunal Internacional de Justicia”, mientras que los Altos del Golán "forman parte" de Siria. Además, el tribunal recuerda que los asentamientos contravienen al Derecho internacional y que esa política ha sido condenada por el Consejo de Seguridad de las Naciones Unidas, dado que "los asentamientos (...) suponen una expresión concreta de una política de transferencia de población llevada a cabo por dicho Estado fuera de su territorio, en violación de las normas del derecho internacional humanitario". Por estos motivos, no indicar que los productos han sido elaborados en un asentamiento, dejando tan solo su ubicación geográfica, podría "llevar a engaño" a los consumidores y hacerles creer que han sido elaborados por productores palestinos o sirios.
La decisión del Tribunal de Justicia tiene su origen en una medida adoptada por el Ministerio de Finanzas francés en 2016 que, dado que estos asentamientos no forman parte de Israel según el derecho internacional, obligaba a los productos elaborados en ellos a llevar en su etiqueta la fórmula "producto de los Altos del Golán (asentamiento israelí)” o “producto de Cisjordania (asentamiento israelí)".

### Listado del empresas que colaboran con los asentamientos
El 14 de febrero de 2020, el Consejo de Derechos Humanos de la ONU hizo pública una lista de 112 empresas que hacen negocios con los asentamientos israelíes ubicados en el territorio palestino ocupado por Israel desde 1967. La elaboración y publicación de esta lista, que se origina en una resolución del propio Consejo de Derechos Humanos de 2016, llevaba pendiente de publicación más de tres años. En ella figuran un total de 94 empresas israelíes y 18 empresas extranjeras, como las estadounidenses TripAdvisor, Airbnb, Expedia, General Mills, Booking o Motorola, la británica JCB, las francesas Alstom y Egis Rail, la luxemburguesa eDreams o la holandesa Altice. En agosto de 2019, el Consejo de Derechos Humanos ya había elaborado una lista similar de empresas que hacen negocios con el ejército de Myanmar.
En julio de 2025, la relatora especial de la ONU para los Territorios Palestinos, Francesca Albanese, publicó una lista similar de empresas que «sacan provecho de la ocupación ilegal israelí, del apartheid y ahora del genocidio». Entre estas empresas destacaban: 
- Caterpillar (Estados Unidos) aporta maquinaria pesada y excavadoras tanto para la construcción de asentamientos como para la demolición de viviendas palestinas.
- Hyundai (Corea del Sur) igualmente aporta maquinaria pesada y excavadoras tanto para la construcción de asentamientos como para la demolición de viviendas palestinas.
- Volvo (Suecia) también maquinaria pesada y excavadoras tanto para la construcción de asentamientos como para la demolición de viviendas palestinas.
- Heidelberg (Alemania), a través de su filial israelí, ha aportado toneladas de materiales de construcción.
- CAF (España) colabora en la construcción de un tren ligero para conectar las colonias.
- FANUC (Japón) aporta equipos de robótica para las cadenas de montaje de armas israelíes.
- IBM (Estados Unidos) ha creado una base de datos biométricos para controlar a la población palestina.
- Microsoft (Estados Unidos) aporta el mayor centro de datos para la industria militar israelí fuera del país.
- Alphabet (Estados Unidos) proporciona servicios de almacenamiento en la nube para esta ingente cantidad de información.
- Maersk (Dinamarca) traslada continuamente la munición, armamento y equipo militar que importa el ejército israelí.
- Massachusetts Institute of Technology (Estados Unidos) ha ayudado a los drones israelíes a desarrollar la capacidad de atacar en enjambre.
- Universidad Técnica de Múnich (Alemania), por el desarrollo de sistemas de control, seguimiento, represión y destrucción de la vida civil palestina.
- Palantir (Estados Unidos) ha proporcionado programas de inteligencia artificial para seleccionar objetivos durante la guerra de Gaza.
- BNP (Francia) ha ayudado a contener el interés de los bonos israelíes emitidos para ampliar su presupuesto militar.
- Barclays (Reino Unido) ha ayudado a contener el interés de los bonos israelíes emitidos para ampliar su presupuesto militar.
- BlackRock (Estados Unidos) ha comprado bonos israelíes para ampliar su presupuesto militar.
- Vanguard (Estados Unidos) ha comprado bonos israelíes para ampliar su presupuesto militar.
- Allianz (Alemania), mediante su filial PIMCO, ha comprado bonos israelíes para ampliar su presupuesto militar.

### Sanciones a colonos y puestos de avanzada

#### Estados Unidos
El 1 de febrero, Estados Unidos anunció el embargo de las cuentas bancarias de cuatro colonos a los que acusó de realizar actos «terroristas». Los colonos sancionados fueron David Chai Chasdai, por liderar el ataque en Huwara en el que murió un palestino; Einan Tanjil, por atacar a granjeros palestinos y activistas israelíes; Shalom Zicherman, por agredir a activistas israelíes; y Yinon Levi, por amedrentar a una comunidad beduina vecina a su granja ilegal en Cisjordania. El 19 de abril, Estados Unidos sancionó a dos organizaciones israelíes que habían ayudado económicamente a los colonos sancionados en marzo.
En julio de ese mismo año, Estados Unidos impuso nuevas sanciones y advirtió a los bancos israelíes de que se abstuviesen de realizar operaciones con cualquier puesto de avanzada israelí. En esta ocasión, Estados Unidos sancionó a cuatro nuevos puestos de avanzada, uno de los cuales había sido establecido por un consejo regional israelí, lo que suponía que la administración de este país ya no estaba exenta de sanciones. En concreto, los puestos de avanzada sancionados fueron la Granja Meitarim, del ya previamente sancionado Yinon Levi; la Granja HaMahoch y la Granja de Neria, del ya sancionado Neria Ben Pazi, y la Granja de Manne, del colono radical Issachar Manne, quien a su vez fue igualmente sancionado a título individual. Un portavoz del Departamento de Estado de los Estados Unidos explicó que los puestos de avanzada sancionados «son propiedad de o están controlados por individuos sancionados por los Estados Unidos que los han usado como bases para acciones violentas que buscan desplazar a los palestinos». En agosto de 2024, poco después de que sendos ataques de colonos israelíes dejaran dos civiles palestinos muertos, Estados Unidos impuso nuevas sanciones, en este caso contra Hashomer Yosh, una organización que provee de guardias de seguridad a los puestos de avanzada israelíes, y contra Yitzhak Levi Filant, jefe de seguridad del asentamiento israelí de Yitzhar. Hashomer Yosh ha recibido más de 2,2 millones de dólares en financiaciones directas del Ministerio de Agricultura de Israel desde 2018. En octubre de 2024, Estados Unidos anunció nuevas sanciones, en este caso contra la Juventud de las Colinas y contra dos colonos, Eitan Yardeni, conectado con diversos ataques contra la población civil palestina, y Avichai Suissa, el líde de Hashomer Yosh, una asociación ya sancionada en agosto.
En noviembre, la administración estadounidense sancionó a la organización Amana, la principal organización para el desarrollo de asentamientos israelíes, que ya había sido sancionada previamente por Canadá y el Reino Unido y a la que describió como «una parte fundamental del movimiento de colonos extremistas israelíes». También sancionó a Binyanei Bar Amana, una filial de esta organización, y a Eyal Harei Yehuda, otra empresa de construcción de puestos de avanzada, así como a tres colonos acusados de proporcionar ayuda a personas u organizaciones ya sancionadas: Itamar Yehuda Levi, Shabtai Koshlevsky y Zohar Sabah.
Dado que aquellas entidades financieras o gubernamentales que ayudasen a los colonos sancionados se verían también sujetas a sanciones por parte de las autoridades estadounidenses, y dado que The Times of Israel reveló que el Consejo Regional de Har Hebrón había firmado un contrato con Yinon Levi para que este estableciese un puesto ilegal en Cisjordania en 2021, el diario argumentaba que dicho consejo estaría también sujeto a sanciones. Algo parecido sucedió cuando una organización de extrema derecha recaudó unos 170.000 dólares para el propio Yinon Levi, pero la empresa de tarjetas de crédito que debía realizarle el ingreso se negó a hacerlo por miedo a las sanciones estadounidenses. Según explicó el diario israelí Haaretz, las sanciones estadounidenses implicaban todas las transacciones desde cualquier parte del mundo que usasen dólares o tecnología estadounidense, lo que suponía que cualquier banco que colaborase con los colonos sancionados se expondría a ser expulsado del sistema SWIFT de pagos internacionales. Por lo tanto, ningún estadounidense podía ya donar dinero a las organizaciones sancionadas o a los colonos en la lista negra.
La administración Trump revertió todas las medidas adoptadas contra colonos extremistas israelíes poco después de asumir el poder en enero de 2025.

#### Unión Europea
También la Unión Europea anunció en marzo de 2024 la prohibición de entrada de colonos violentos. El 19 de abril, la Unión Europea sancionó a cuatro colonos más: Neria Ben Pazi, Yinon Levy, Elisha Yered y Meir Ettinger (este último, nieto del fallecido diputado de ultraderecha israelí Meir Kahane e implicado en el crimen de Duma), así como a la Juventud de las Colinas.

#### Reino Unido
El Reino Unido anunció sanciones contra cuatro colonos el 12 de febrero de 2024, que afectaban al ya citado Yinon Levi, a Moshe Sharvit, responsable de la expulsión de una comunidad de veinte familias en el valle del Jordán; a Zvi Bar Yosef, que ha amenazado varias veces a familias palestinas a punta de pistola; y Ely Federman, implicado en numerosos ataques contra pastores palestinos en las colinas del sur de Hebrón. Nuevas sanciones contra colonos llegaron el 3 de mayo, en este caso contra la Juventud de las Colinas y otros cuatro colonos extremistas. El 16 de octubre, el Reino Unido anunció sanciones contra siete organizaciones que dan apoyo a colonos de puestos de avanzada. El 20 de mayo de 2025 se anunciaron nuevas sanciones contra tres colonos extremistas y contra dos puestos de avanzada. Los tres colonos sancionados fueron Daniella Weiss (junto con su organización Nachala), Harel Libi (y su empresa de construcción de asentamientos) y Zohar Sabah. Las sanciones implicaban la congelación de activos, restricciones económicas y prohibición de acceso a territorio británico. El 10 de junio, sanciones similares fueron impuestas a los ministros israelíes Bezalel Smotrich e Itamar Ben-Gvir, a quienes el Reino Unido acusó de «haber incitado a violencia extremista y a graves violaciones de los derechos humanos de los palestinos».

#### Francia
El 13 de febrero de 2024, Francia sancionó a 28 colonos «extremistas» con la prohibición de entrar en territorio francés. Los gobiernos de Polonia y Alemania anunciaron que adoptarían sanciones similares. En una nota de prensa conjunta, los tres países declararon que «la colonización es ilegal según el derecho internacional y debe parar. Su continuación es incompatible con la creación de un Estado de Palestina viable, que es la única solución para que los israelíes y los palestinos puedan vivir, unos junto a otros, con paz y seguridad».

#### España
El lunes 4 de marzo, el ministro de Asuntos Exteriores de España, Albares anunció que España había iniciado los trámites para sancionar a un «primer grupo de doce colonos israelíes violentos».

#### Japón
En julio de 2024, Japón impuso sanciones a cuatro colonos israelíes por su uso de la violencia contra los palestinos de Cisjordania.  En el caso japonés, las sanciones suponían la congelación de los activos de estos cuatro colonos en el sistema bancario nipón.

#### Canadá
El 16 de mayo de 2024, Canadá impuso sanciones a cuatro colonos extremistas israelíes acusados de usar directa o indirectamente la violencia contra la población palestina. Las sanciones prohibían cualquier tipo de negocios con estos colonos y les vetaba la entrada en Canadá. El ministerio de Asuntos Exteriores de Canadá expresó que «el aumento de la violencia por parte de colonos extremistas israelíes contra palestinos de Cisjordania es profundamente preocupante y supone un riesgo significativo para la paz y la seguridad en la región».
Dos meses después, el 27 de junio, Canadá impuso una segunda ronda de sanciones, en este caso contra siete colonos y cinco organizaciones extremistas israelíes. La nota de prensa del Ministerio de Asuntos Exteriores de Canadá explicaba que «la violencia de los colonos extremistas ha supuesto pérdidas de vidas palestinas y daños a propiedades y tierras de cultivo palestinas. Estos ataques también han generado el desplazamiento forzoso de comunidades palestinas, contribuyendo a la inseguridad tanto de palestinos como de israelíes en Cisjordania». Los siete colonos extremistas sancionados fueron Ben Zion Gopstein, Daniella Weiss, Einan Ben-Nir Amram Tanjil, Elisha Yered, Ely Federman, Meir Mordechai Ettinger y Shalom Zicherman, mientras que las cinco entidades sujetas a sanciones fueron Amana, la Juventud de las Colinas, Lehava, la Granja de Moshe y la Granja de Zvi. El 10 de junio, sanciones similares fueron impuestas a los ministros israelíes Bezalel Smotrich e Itamar Ben-Gvir, a quienes Canadá acusó de «haber incitado a violencia extremista y a graves violaciones de los derechos humanos de los palestinos».

#### Australia
El 25 de julio, Australia decretó sanciones y prohibición de acceso al territorio nacional contra siete colonos extremistas israelíes y contra la organización Juventud de las Colinas. Su ministra de Asuntos Exteriores, Penny Wong, declaró: «Llamamos a Israel a que obligue a los colonos perpetradores de actos violentos a rendir cuentas y a que cese su actividad de construcción de asentamientos, que solo alimenta las tensiones y socava aún más la estabilidad y la perspectiva de una solución de dos Estados». El 10 de junio, Australia impuso sanciones a los ministros israelíes Bezalel Smotrich e Itamar Ben-Gvir, a quienes acusó de «haber incitado a violencia extremista y a graves violaciones de los derechos humanos de los palestinos».

#### Nueva Zelanda
El 29 de febrero de 2024, Nueva Zelanda anunció sanciones contra colonos extremistas israelíes, y su primer ministro, Christopher Luxon, se declaró «profundamente preocupado por el aumento significativo de actos de violencia perpetrados por colonos israelíes». El 10 de junio, sanciones similares fueron impuestas a los ministros israelíes Bezalel Smotrich e Itamar Ben-Gvir, a quienes Nueva Zelanda acusó de «haber incitado a violencia extremista y a graves violaciones de los derechos humanos de los palestinos».

#### Noruega
El 10 de junio, Noruega impuso sanciones, junto con el Reino Unido, Australia, Nueva Zelanda y Canadá, a los ministros israelíes Bezalel Smotrich e Itamar Ben-Gvir, a quienes acusó de «haber incitado a violencia extremista y a graves violaciones de los derechos humanos de los palestinos».

## Actos de violencia

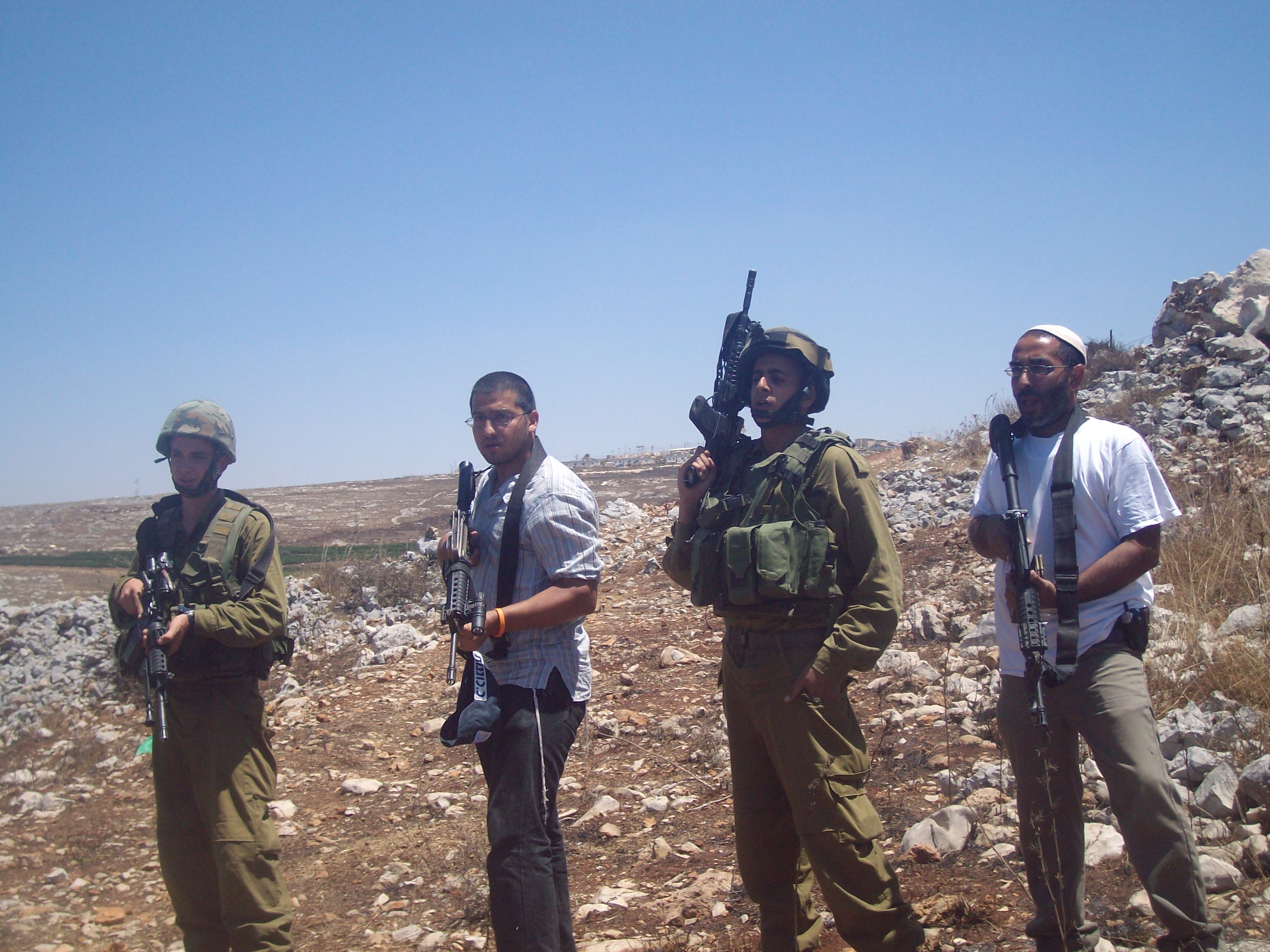
Soldados israelíes y colonos frente a una manifestación en el pueblo de Iraq Burin (Naplusa).

### Violencia por parte de colonos israelíes
La violencia por parte de los colonos israelíes es un fenómeno en constante crecimiento, y 2023 fue el año más violento de la historia según un informe de la ONG israelí Yesh Din. Este año, los colonos israelíes mataron a 10 palestinos, quemaron docenas de viviendas. La ONU recopiló más de 1.200 ataques contra palestinos o sus propiedades a lo largo de 2023. Esta violencia aumentó aún más desde el comienzo de la guerra de Gaza el 7 de octubre, pues entre este día y el final del año se registraron al menos 242 incidentes violentos que supusieron que más de 1.200 palestinos, incluidos 586 niños, tuviesen que abandonar sus hogares y convertirse en desplazados internos.
Un informe de finales de 2010 de la organización no gubernamental Defence for Children International señala 38 casos de ataques de colonos contra menores, con un saldo de tres adolescentes muertos y otros 42 jóvenes heridos. La organización israelí B'Tselem informa en 2011-2012 que existen varias formas de violencia perpetrada por civiles israelíes en los Territorios Ocupados, con daños contra personas, propiedades y tierras. Han documentado actos como bloqueos de carreteras, arrojar piedras a coches y a casas, incursiones en pueblos, prender fuego a los campos y arrancar árboles. Entre 1967 y 2013, 800.000 olivos fueron arrancados en Cisjordania, y solo en los 10 primeros días de junio de 2013, 2.500 olivos fueron arrancados y quemados por los colonos israelíes en los alrededores de Nablus, destruyendo así la principal fuente de ingresos de los campesinos palestinos.
El 25 de febrero de 1995, el judío Baruch Goldstein, un colono israelí de Kiryat Arba, cerca de Hebrón, médico y reservista del ejército israelí, entró a la Mezquita de Ibrahim con varias granadas, un rifle M-16 y varios cargadores, y disparó indiscriminadamente hacia los fieles musulmanes que se encontraban en ella, asesinando a 29 personas e hiriendo a más de 120. Él mismo murió cuando se le acabó la munición a consecuencia de los golpes de la multitud enfurecida. Goldstein está enterrado en el Parque Conmemorativo Meir Kahane de Kiryat Arba, bautizado en honor a un líder ultraderechista judío considerado terrorista por Estados Unidos e Israel, y su tumba es lugar de peregrinaje de multitud de judíos cada año en ocasión del Purim.
El 31 de julio de 2015, el asesinato de Alí Dawabsha, un niño palestino de año y medio que murió quemado vivo por varios supuestos colonos que incendiaron su casa en el norte de Cisjordania, conmocionó a la opinión internacional y fue calificado de "acto terrorista judío" por el primer ministro de Israel, Benjamín Netanyahu. Otra casa vecina también fue incendiada por los agresores, que dibujaron una estrella de David en sus paredes y escribieron en hebreo la palabra "venganza", firma usada en ocasiones por activistas de extrema derecha que atentan contra casas palestinas o lugares de culto musulmanes. Días más tarde el padre del niño, Saed Dawabsha, murió a consecuencia de las quemaduras que sufrió en 80% de su cuerpo, y al mes su madre, Riham Dawabsha, sucumbió debido a la gravedad de las lesiones en 90% de su cuerpo. El hijo mayor de la pareja, Ahmed, de cuatro años, seguía hospitalizado con quemaduras en 60% del cuerpo.
La violencia de los colonos se dirige también contra las fuerzas de seguridad israelíes, cuando consideran que ciertas acciones de las autoridades puedan perjudicar la actividad de sus asentamientos. Por otro lado, si bien hay casos en los que las fuerzas de seguridad israelíes son desplegadas a fin de prevenir actos de violencia, no siempre protegen a los palestinos de la violencias de los colonos aunque esta sea previsible. Y en algunos casos, la policía opta por imponer restricciones a los palestinos en vez de reprimir a los colonos violentos.
Israel tiene obligación de mantener el orden y velar por la seguridad de los palestinos en Cisjordania. Un dictamen de la Corte Suprema israelí dictó que «la protección de la seguridad y de la propiedad de los residentes era una de las obligaciones más básicas del mando militar del área», y que este «tenía que destinar fuerzas de seguridad para proteger las propiedades de los residentes palestinos».
En diciembre de 2023, Israel declaró "zona militar cerrada" dos de aldeas abandonadas a causa de la violencia de los colonos, Zanuta y A'Nizan, prohibiendo así la vuelta de sus habitantes originales y abriendo el camino para su posterior uso para asentamientos judíos. En el primero de los casos, los habitantes de Zanuta fueron apaleados, los paneles solares que abastecían de electricidad la aldea fueron destruidos y sus tanques de agua fueron vaciados por colonos israelíes antes de que decidiesen abandonar la aldea. Poco después, se demolieron unas diez viviendas y una escuela financiada por la Unión Europea.
La violencia de los colonos israelíes aumentó tras el inicio de la guerra de Gaza el 7 de octubre de 2023. Tan solo durante el primer mes y medio de conflicto, los colonos mataron a nueve palestinos en diversos ataques y se produjeron 225 incidentes violentos contra civiles palestinos. Los accesos a numerosos pueblos y aldeas palestinos fueron bloqueados por colonos con ayuda del ejército israelí durante el conflicto, y sus habitantes no podían entrar o salir de ellas sin pedir permiso a los equipos de seguridad privada de los asentamientos cercanos. El jefe del Shin Bet, el servicio secreto israelí, se ha quejado en varias ocasiones de que la policía israelí se niega a abordar el fenómeno de la violencia por parte de los colonos.

| Yuval Abraham יובל אברהם | Twitter |
| @yuval_abraham           |         |

             Un grupo de colonos acaba de linchar a Hamdan Ballal, codirector de nuestra película No other land. Lo golpearon y presenta heridas en la cabeza y el estómago. Los soldados irrumpieron en la ambulancia que había llamado y se lo llevaron. No hay rastro de él desde entonces.
         

        24 de marzo de 2025

El 24 de marzo de 2025 el cineasta palestino Hamdan Ballal, ganador de un premio Oscar por el documental No Other Land, fue linchado por un grupo de colonos israelíes armados con porras, cuchillos y al menos un rifle de asalto en su casa en la aldea de Masafer Yatta, en Cisjordania. Tras el ataque fue trasladado a una ambulancia, pero militares israelíes le detuvieron cuando aún estaba sangrando. Al día siguiente fue liberado después de pasar toda la noche maniatado en una base militar «mientras dos soldados le golpeaban en el suelo». Unos días después, el 28 de marzo, un nuevo ataque de colonos israelíes contra la localidad cisjordana de Masafer Yatta dejó cinco palestinos heridos, entre ellos dos niños. Este ataque tiene lugar apenas dos días después del linchamiento del cineasta Hamdan Ballal, codirector de No other land, en un ataque similar también protagonizado por colonos judíos.

### Violencia por parte de palestinos
El 2 de mayo de 1980 un grupo de palestinos pertenecientes a Fatah atacaron a balazos y con granadas de mano y explosivos a un grupo de estudiantes judíos en vísperas del shabat que regresaban caminando de la Tumba de los Patriarcas hebreos. Ocho personas fueron asesinadas y 165 quedaron gravemente heridas, entre ellas mujeres y niños.
El 26 de marzo de 2001, un francotirador palestino, asesinó a sangre fría a una bebé de diez meses, Shalhevet Pass, en el asentamiento de Hebrón. Fue una noticia internacional y el mundo entero reaccionó condenando el ataque. Los habitantes del asentamiento marcharon con pancartas que mostraban la foto de la bebé y el eslogan «No más árabes, no más terror». Pronto Shalhevet Pass se convirtió en un símbolo de la resistencia de los habitantes de los asentamientos.
En 2002 una niña pequeña judía y tres israelíes fueron asesinados durante un ataque palestino al asentamiento judío de Adora.
El 2 de mayo de 2004, Tali Hatuel, de 34 años, embarazada de ocho meses y sus cuatro hijas pequeñas, Hila, de 11 años, Hadar, de 9, Roni de 7 y Meirav de 2 años, fueron asesinadas en una carretera cerca del bloque de asentamientos de Gush Katif, en donde vivían, por un grupo de palestinos pertenecientes a los Comités de Resistencia Popular. El crimen fue considerado «un acto heroico» por la organización que reivindicó el hecho y un  delito de lesa humanidad por Amnistía Internacional.